# Ludwig van Beethoven
Ludwig van Beethoven (/beˈtɔven/ o /beˈtoven/; in tedesco [ˈluːtvɪç fan ˈbeːthoːfn̩]; Bonn, 16 dicembre 1770 – Vienna, 26 marzo 1827) è stato un compositore, pianista e direttore d'orchestra tedesco.
Figura cruciale della musica colta occidentale, fu l'ultimo rappresentante di rilievo del classicismo viennese. Considerato tra i massimi geni della storia della musica e uno degli artisti più rivoluzionari di tutti i tempi, nonostante la sordità che lo colpì prima ancora di aver compiuto i trent'anni, continuò a comporre, dirigere e suonare, lasciando una produzione musicale fondamentale e straordinaria per forza espressiva e capacità evocativa.
Questa produzione fu di vitale importanza per il linguaggio musicale del XIX secolo e per quelli successivi, tanto da rappresentare un modello per molti compositori. Il mito di Beethoven "artista eroico" capace di trasmettere attraverso la sua opera ogni sua emozione, esperienza personale o sentimento, crebbe moltissimo nel periodo romantico; tuttavia, pur anticipando molti aspetti del futuro romanticismo, la sua adesione alle regole dell'armonia nelle modulazioni, il rigetto dei cromatismi nelle melodie, la cura dell'equilibrio formale dei brani lo collocano nel solco della tradizione del classicismo.
Nel catalogo delle composizioni beethoveniane hanno grande rilievo la sua produzione orchestrale, quella pianistica e quella cameristica. Capolavori dei rispettivi generi rimangono anche sue composizioni sacre, come la Missa Solemnis, e teatrali, come Fidelio.

## Biografia

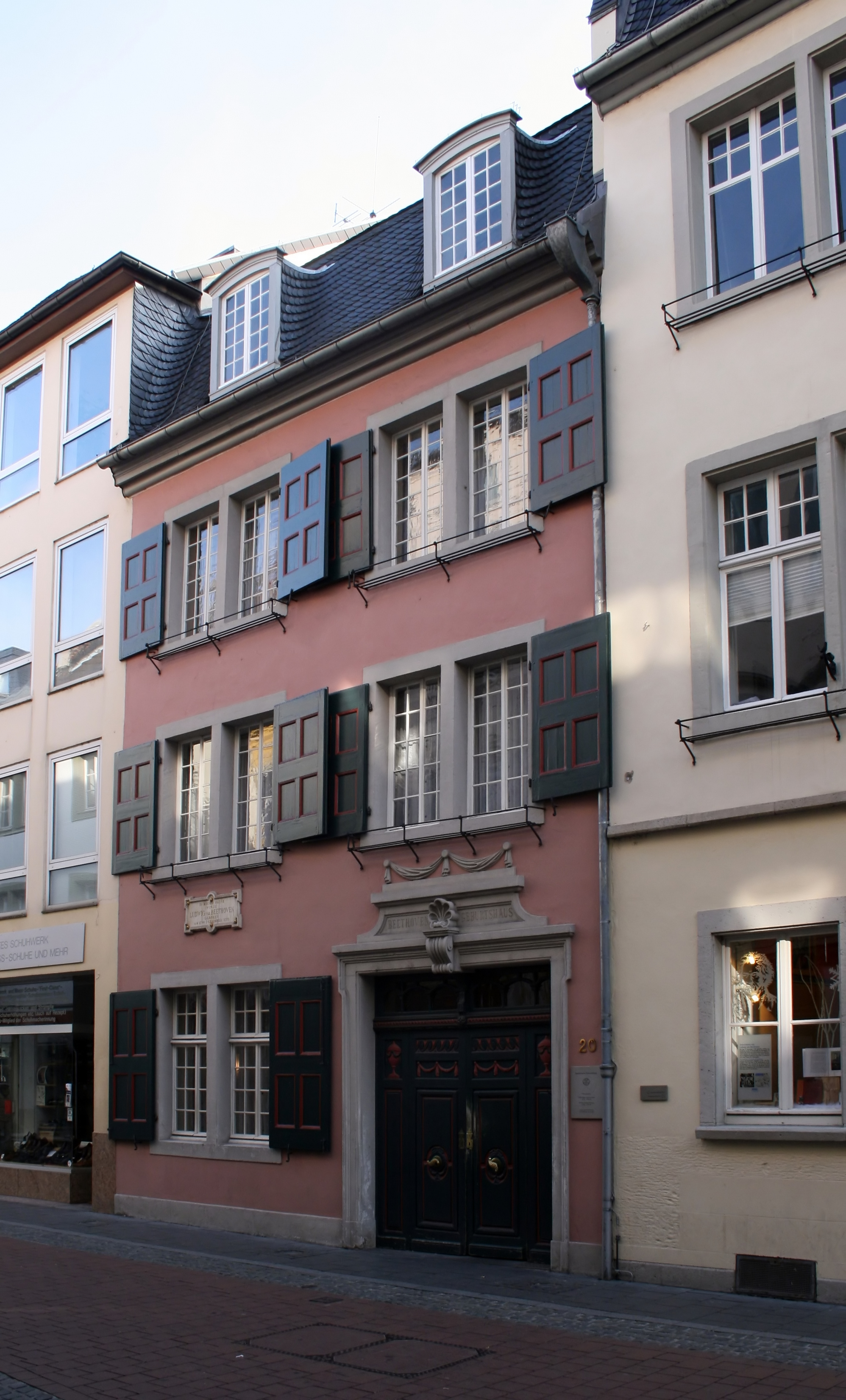
La Beethoven-Haus in Bonngasse 20, casa natale di Beethoven a Bonn

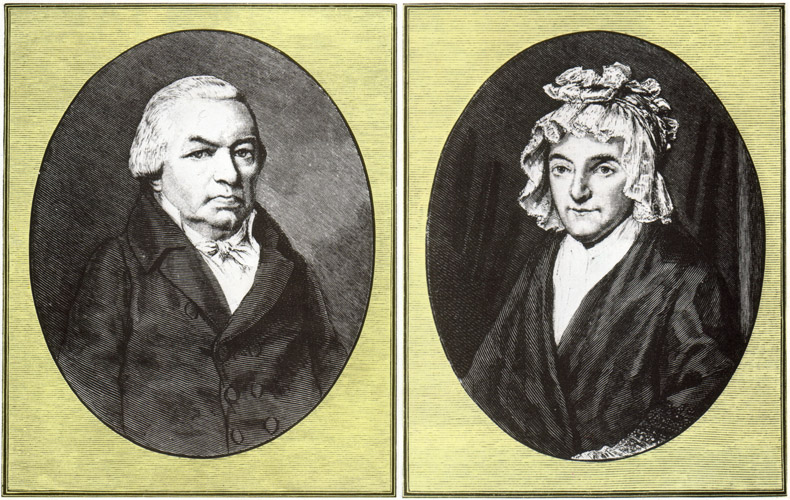
Johann van Beethoven (1740–1792) e Maria Magdalena Keverich (1746–1787), il padre e la madre di Ludwig

### Infanzia e adolescenza
(Annuncio posto da Christian Gottlob Neefe sul Magazin der Musik di Carl Friedrich Cramer, 2 marzo 1783)
La famiglia di Beethoven, di umili origini, possedeva una tradizione musicale da almeno due generazioni. Il nonno paterno, dal quale prendeva il nome, Ludwig van Beethoven (Malines, 1712 – Bonn, 1773) discendeva da una famiglia proveniente dalle Fiandre (nel Belgio settentrionale) di contadini e umili lavoratori, originaria del Brabante. La particella «van» non ha dunque (con ogni probabilità) origini nobiliari e il cognome «Beethoven» deriva quasi certamente dal villaggio di Bettenhoven, presso Waremme, nella provincia di Liegi. Intorno al 1500, il nome "van Beethoven" era scritto come "van Bettehoven".
Buon musicista, il nonno di Beethoven si era trasferito a Bonn nel 1732, diventando Kapellmeister (maestro di cappella) del principe elettore di Colonia e sposando nel 1733 Maria Josepha Pall. Il figlio di questi, Johann van Beethoven (1740 – 1792), padre di Beethoven, era musicista e tenore alla corte del principe arcivescovo elettore di Colonia Clemente Augusto di Baviera. Uomo mediocre e brutale, dedito all'alcool, educò i suoi bambini con grande durezza.
La madre, Maria Magdalena van Beethoven, nata col cognome Keverich (19 dicembre 1746–1787), era nativa di Ehrenbreitstein, in Coblenza, ed era la figlia di un cuoco dell'elettore di Treviri. I suoi antenati provenivano dalla Mosella, molto probabilmente da Köwerich, da cui deriverebbe il cognome. Nel 1762 andò sposa a un servo e cameriere del principe elettore di Treviri, chiamato Laym, e da lui ebbe un figlio che morì abbastanza presto. A soli diciott'anni circa, nel 1764, rimase vedova. Tre anni più tardi, il 12 novembre 1767, contrasse un secondo matrimonio, questa volta con Johann van Beethoven; il 2 aprile 1769 venne battezzato il loro primo figlio, Ludwig Maria van Beethoven, che morì dopo appena sei giorni. Il 17 dicembre 1770 nella Remigiuskirche (Chiesa di San Remigio) di Bonn venne battezzato il suo terzo figlio, il secondo del loro matrimonio. Nel libro di battesimo fu registrato con il nome di Ludovicus van Beethoven. Non è possibile documentare con certezza la sua esatta data di nascita, che rimane convenzionalmente accettata al 16 dicembre 1770 (all'epoca i bambini venivano solitamente battezzati il giorno dopo la nascita effettiva, ma non esistono prove documentali che ciò sia avvenuto nel caso di Beethoven). La sua casa natale, divenuta oggi il museo Beethoven-Haus, è a Bonn, in Bonngasse 20.

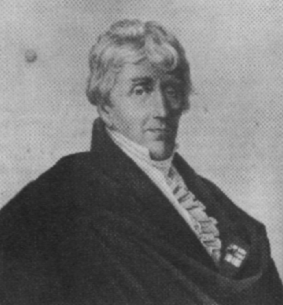
Franz Gerhard Wegeler (1765–1848), medico e amico d'infanzia di Beethoven. «La signora Breuning aveva il più grande dominio su quel ragazzo spesso stravagante e scontroso» dirà di lui nelle sue memorie

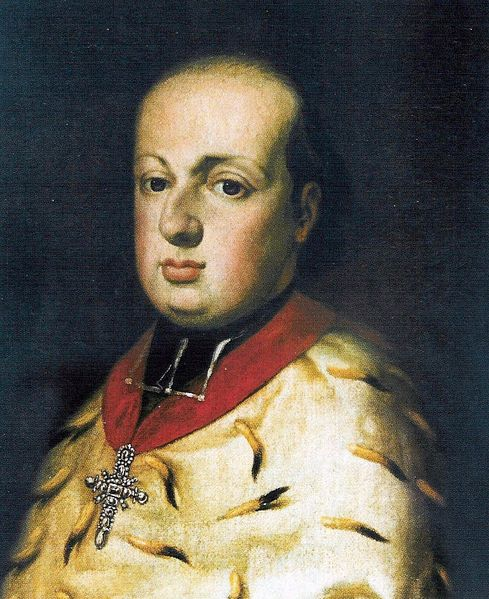
L'arciduca Maximilian Franz d'Asburgo (1756–1801), il primo mecenate di Beethoven; nel 1784 lo avrebbe così descritto: «Dimostra buone capacità, è ancora giovane, di condotta discretamente buona e povero»

L'amico d'infanzia Franz Gerhard Wegeler scrisse nelle sue memorie: «Il nostro Ludwig era nato il 17 dicembre 1770». Il nipote Karl nei Quaderni di conversazione del 1823 scrisse: «Oggi è il 15 dicembre, il tuo giorno di nascita, per quanto ne so; solo non posso essere sicuro se fosse il 15 o il 17, perché non ci si può fidare dell'atto di battesimo». Divenuto adulto, Beethoven credeva di essere nato nel 1772; al riguardo affermava che quello battezzato nel 1770 era il fratello maggiore, Ludwig Maria. Alcuni biografi asseriscono che il padre cercasse di farlo passare di età più giovane di quella reale, per fare di lui un bambino prodigio simile a Mozart; questa tesi è stata tuttavia molto discussa. Si sa che i suoi familiari e l'insegnante Johann Georg Albrechtsberger celebravano il suo compleanno il 16 dicembre.
Dal secondo matrimonio, Maria Magdalena avrà altri cinque figli, dei quali soltanto due raggiungeranno l'età adulta e avranno un ruolo importante nella vita di Beethoven: Kaspar Anton Karl (battezzato l'8 aprile 1774 – morto nel 1815) e Nikolaus Johann (battezzato il 2 ottobre 1776 – morto nel 1848). Ella è descritta come una donna di carattere dolce ma con frequenti cadute depressive. Legati alla madre nell'infanzia, i figli in seguito mantennero per lei solo un tiepido affetto. Non passò molto tempo prima che Johann van Beethoven individuasse il dono musicale del figlio e tentasse di coltivarne le doti eccezionali per trarne il maggior profitto possibile, soprattutto economico.
Pensando a Mozart bambino, esibito dal padre in tournée concertistiche attraverso tutta Europa una quindicina di anni prima, Johann avviò Ludwig allo studio della musica già dal 1775 e notandone fin dall'inizio l'eccezionale predisposizione tentò nel 1778 di presentarlo come virtuoso di pianoforte in un giro di concerti attraverso la Renania, da Bonn a Colonia e nel 1781 nei Paesi Bassi. Tuttavia, il tentativo di trasformare Ludwig in un bambino prodigio non ebbe l'esito sperato dal padre.
Johann van Beethoven sembra essere stato capace solo di brutalità e di ostinata autorità: pare che spesso, completamente ubriaco, costringesse Ludwig ad alzarsi da letto a tarda notte, ordinandogli di suonare il pianoforte o il violino per intrattenere i suoi amici. Così come la sua educazione, anche l'istruzione musicale del piccolo Ludwig fu burrascosa: il padre lo affidò inizialmente a tale Tobias Pfeiffer, che si dimostrò altrettanto incline all'alcool e non un buon insegnante. Successivamente Ludwig venne seguito dall'organista di corte Aegidius van der Aeden, poi dal violinista Franz Georg Rovantini, cugino della moglie Maria Magdalena, e in seguito dal francescano Willibald Koch.
L'amicizia, iniziata sin dai tempi dell'infanzia, con il medico Franz Gerhard Wegeler (1765 – 1848) gli schiuse le porte della casa della famiglia von Breuning, alla quale rimase legato per tutta la vita. Hélène von Breuning era la vedova di un consigliere di corte e cercava un insegnante di pianoforte per i propri figli. Ludwig, definito da Wegeler nelle sue memorie spesso stravagante e scontroso, venne trattato come un componente della famiglia, si trovò perfettamente a proprio agio e si mosse con disinvoltura in questo ambiente intellettuale, fine e cordiale, dove si discuteva di arte e letteratura e dove la sua personalità ebbe modo di svilupparsi con pienezza. Il giovane Ludwig divenne inoltre allievo del musicista e organista di corte Christian Gottlob Neefe e compose, tra il 1782 e il 1783, le sue prime opere per pianoforte: le nove variazioni su una marcia di Dressler WoO 63, pubblicate a Mannheim e le tre sonatine dette All'elettore.

### Il mecenatismo di Waldstein e l'incontro con Haydn
(Lettera del conte Ferdinand von Waldstein a Beethoven, 13 ottobre 1792, citata in CARL DAHLHAUS, Beethoven e il suo tempo)

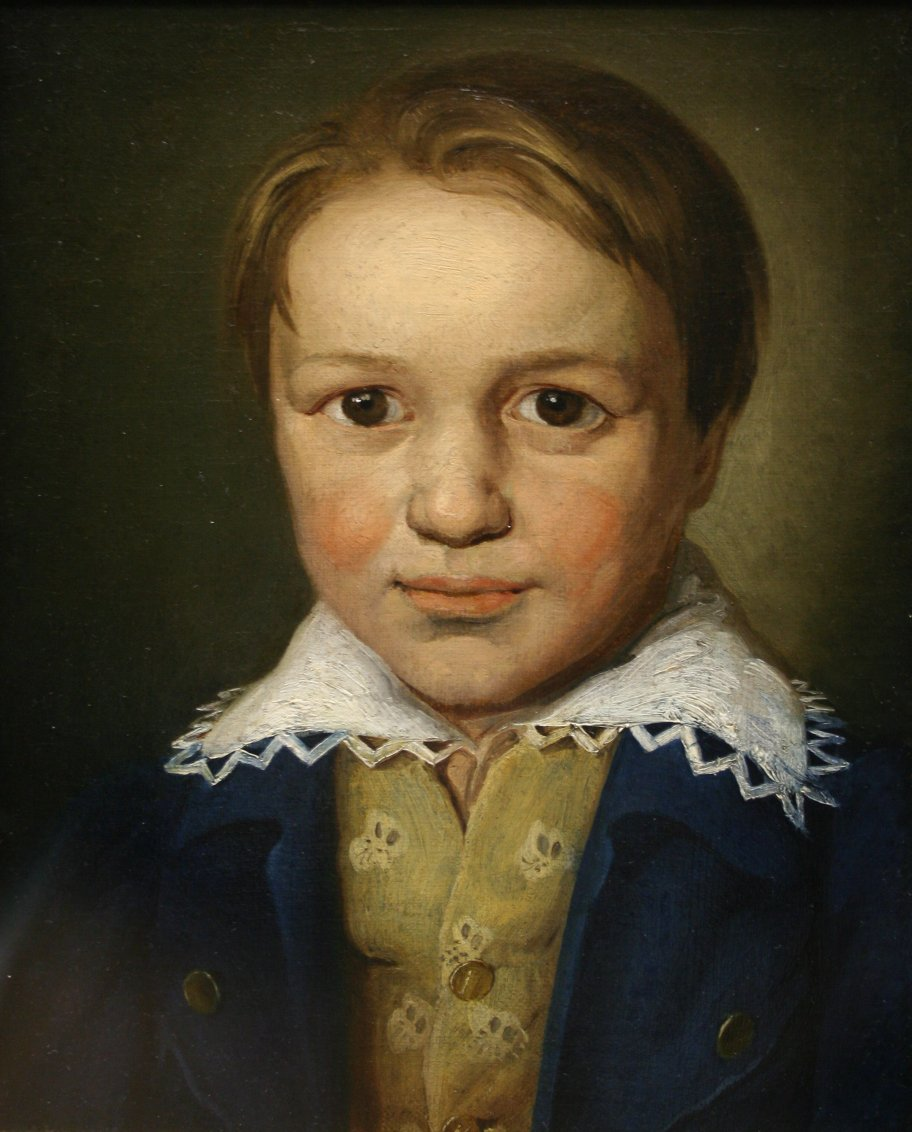
Il primo ritratto autentico di un tredicenne Beethoven negli anni di Bonn, circa 1783; dipinto a olio di autore ignoto

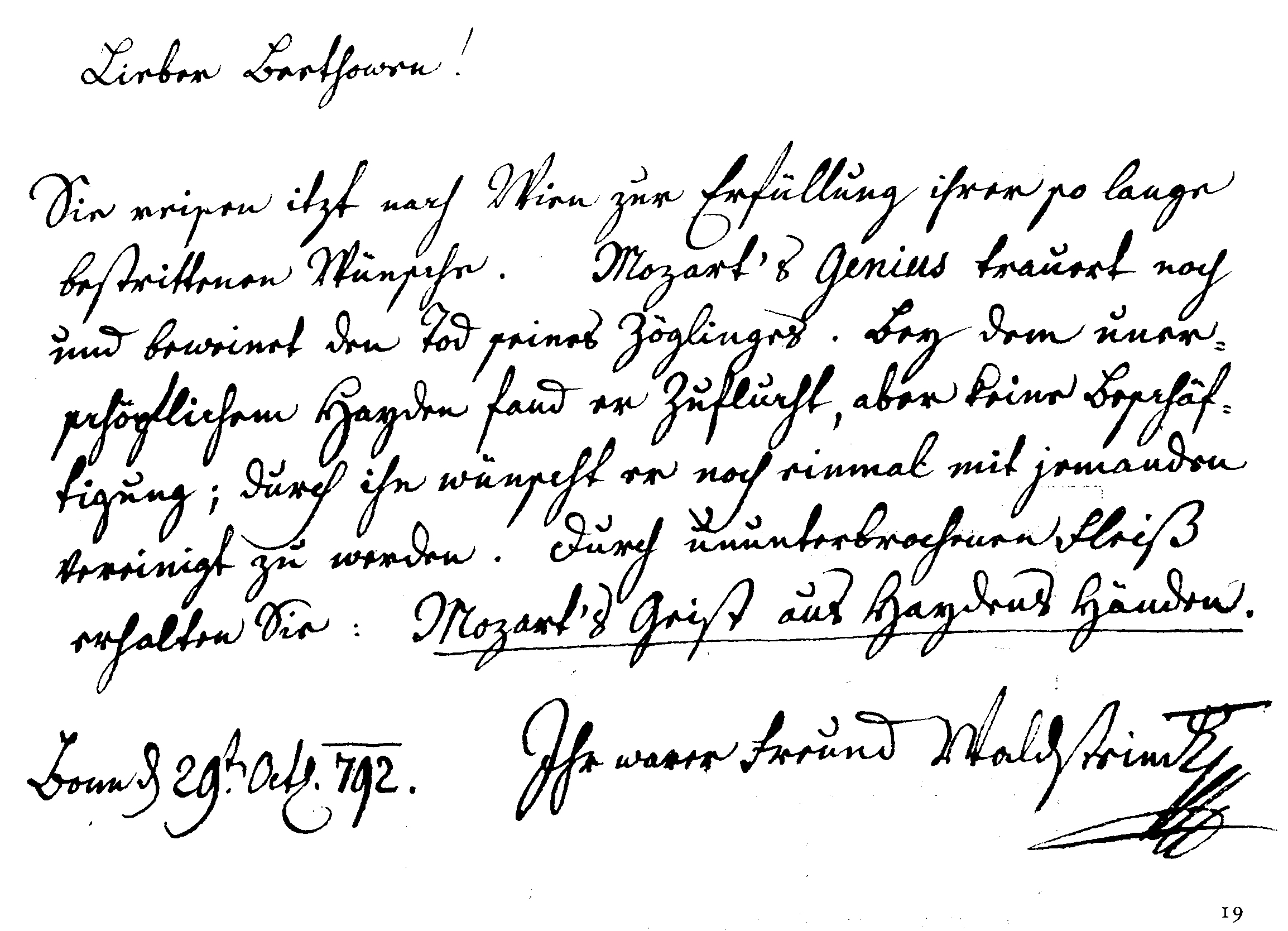
Lettera di Waldstein a Beethoven, ottobre 1792: «Ricevete dalle mani di Haydn lo spirito di Mozart»

Nel 1784 venne nominato nuovo Principe elettore l'arciduca Maximilian Franz d'Asburgo, fratello dell'Imperatore Giuseppe II e Gran Maestro dell'Ordine teutonico che, dopo aver abolito la tortura e promesso una riforma giudiziaria, si occupò della nomina del nuovo Konzertmeister. Aumentò lo stipendio a Johann van Beethoven, nonostante questi avesse ormai perso quasi completamente la voce, e nominò Ludwig secondo organista di corte con uno stipendio annuo di 150 fiorini. Nel 1789, Ludwig si iscrisse all'Università di Bonn, fondata tre anni prima. Egli venne notato dal conte Ferdinand von Waldstein, che portò Beethoven una prima volta a Vienna nell'aprile 1787; qui, il giovane compositore avrebbe avuto un incontro fugace con Mozart.
Tuttavia, è nel luglio 1792 che il conte Waldstein presentò Beethoven a Joseph Haydn, il quale, appena reduce da una tournée in Inghilterra, si era stabilito a Bonn. Dopo un concerto tenuto in suo onore, impressionato dalla lettura di una cantata composta da Beethoven (probabilmente quella sulla morte di Giuseppe II WoO 87 o quella sull'arrivo di Leopoldo II) Haydn lo invitò a proseguire gli studi a Vienna sotto la sua direzione. Cosciente di quanto rappresentasse a Vienna l'insegnamento di un musicista della fama di Haydn, Beethoven accettò di proseguire i suoi studi sotto la sua guida. Questa importante decisione fu presa di buon grado, ma non senza qualche perplessità; Beethoven infatti era ora costretto ad allontanarsi dalla famiglia che risiedeva a Bonn in condizioni sempre più precarie.
Intanto sua madre era morta di tubercolosi il 17 luglio 1787, seguita in settembre da quella della sorella di appena un anno e suo padre, devastato dall'alcolismo, era stato messo in pensione nel 1789 ed era incapace di garantire la sussistenza della famiglia; Beethoven di fatto si era assunto il compito di essere a capo della famiglia a tutela dei fratelli Kaspar e Nikolaus. Dalla metà del 1789, per mantenere la famiglia, lavorò come violista nelle orchestre del teatro e della cappella di Bonn. Suonava una viola austriaca, costruita da Sebastian Dallinger a Vienna intorno al 1780. Quando il giovane musicista abbandonò il posto in orchestra lo strumento rimase al maestro, Franz Anton Ries, ed è ora conservato presso la Beethoven-Haus a Bonn.
Con il permesso dell'Elettore, che gli promise in ogni caso di conservargli il posto da organista e lo stipendio, e raccolti in un album gli auguri degli amici – come quelli della ventenne allieva Leonore Breuning che gli dedicò i versi di Johann Gottfried Herder: «Che l'amicizia con il bene cresca, come si allunga l'ombra della sera, finché sia spento il sole della vita» la mattina del 3 novembre 1792 – Beethoven lasciò definitivamente Bonn e le rive del Reno, forse ignorando che mai più vi avrebbe fatto ritorno, portando con sé una lettera di Waldstein ormai celebre, nella quale il conte gli profetizzava un ideale passaggio di consegne tramite Haydn dell'eredità spirituale di Mozart.

### 1792–1802: da Vienna a Heiligenstadt

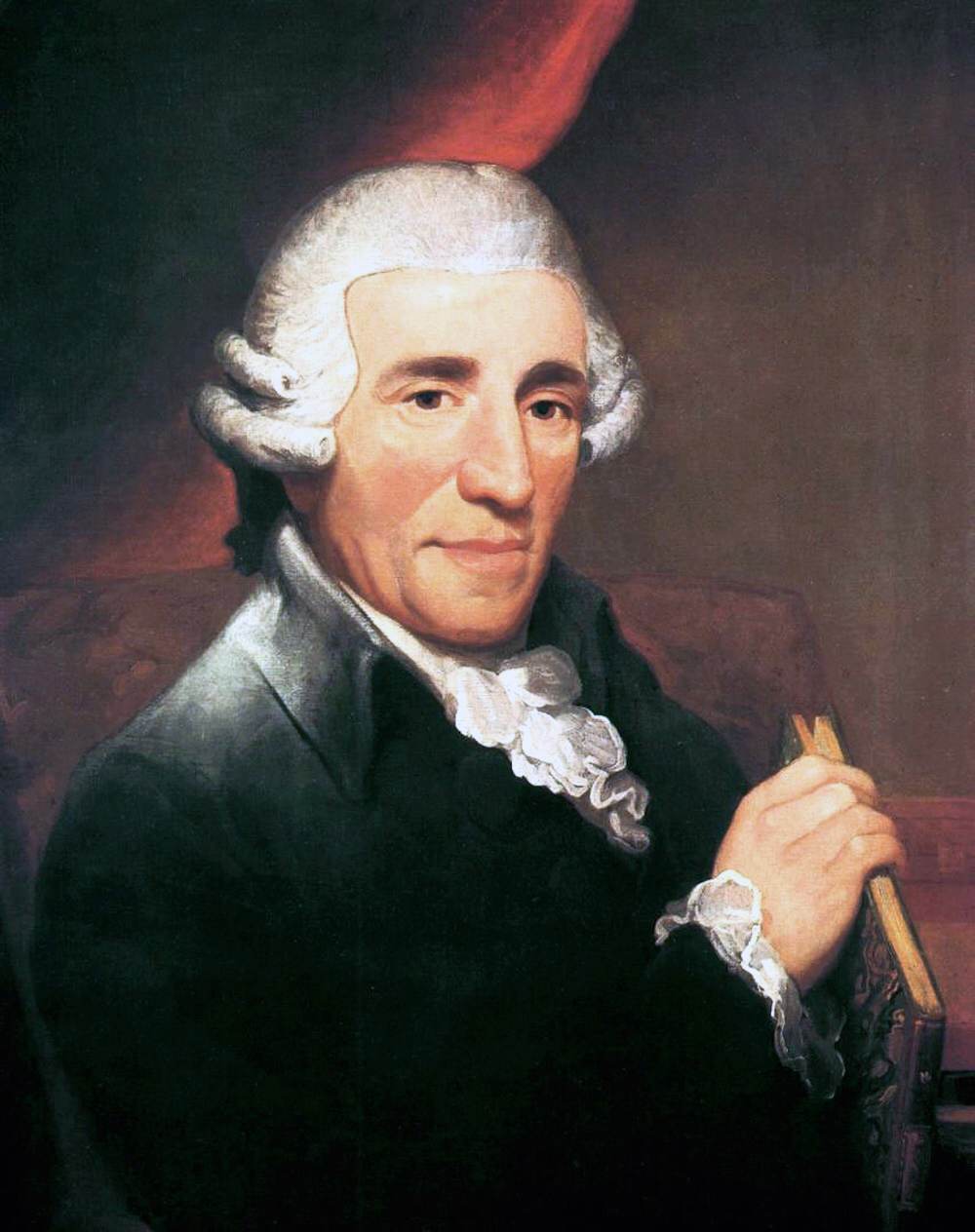
Franz Joseph Haydn (1732–1809) fu l'insegnante di Beethoven dal 1792 al 1794 e malgrado i loro rapporti fossero a volte tesi si confessavano una grande stima reciproca

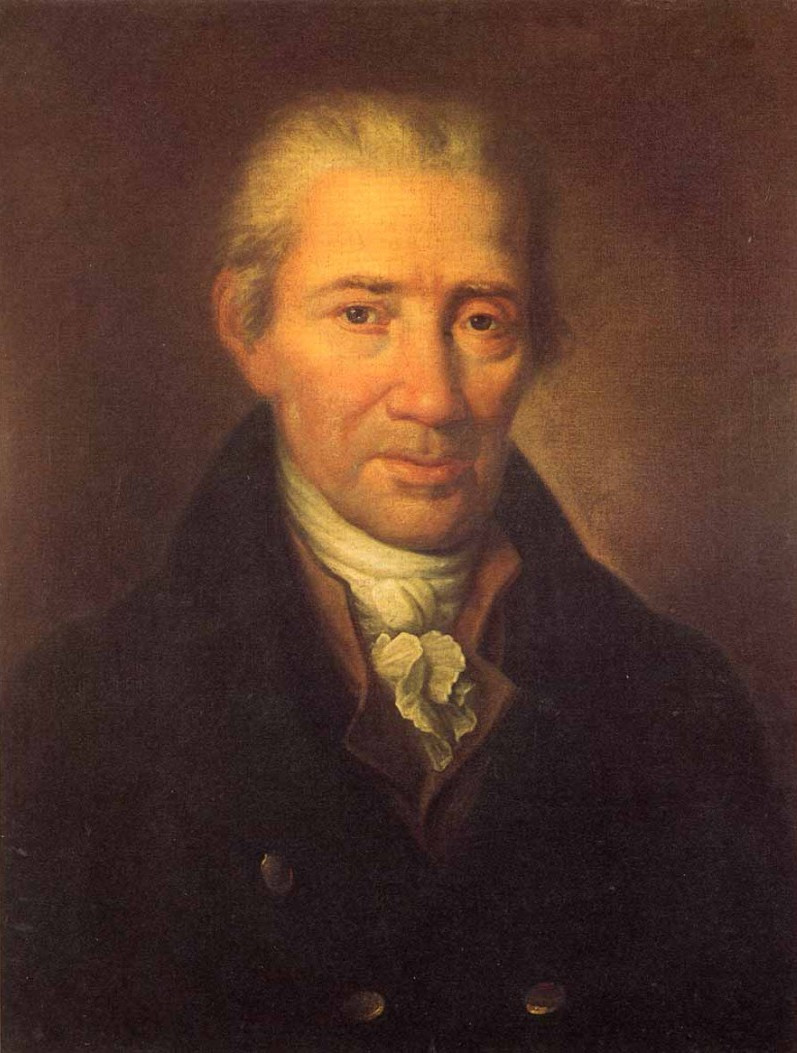
Johann Georg Albrechtsberger (1736–1809) (ritratto di Leopold Kupelwieser), definito ironicamente da Beethoven «espertissimo nell'arte di fabbricare scheletri musicali»

#### I primi anni viennesi
(Franz Joseph Haydn in una conversazione con Beethoven, circa 1793)
Alla fine del XVIII secolo, Vienna era la capitale incontrastata della musica occidentale e rappresentava il luogo ideale per un musicista desideroso di fare carriera. Al suo arrivo, a soli ventidue anni, aveva già composto un buon numero di opere minori, ma era ancora lontano dalla sua maturità artistica; questo era il tratto che lo distingueva da Mozart, notoriamente divenuto il simbolo del genio precoce. Benché Beethoven fosse arrivato a Vienna meno di un anno dopo la scomparsa del suo famoso predecessore, il mito del «passaggio di consegne» non poteva attendere ancora a lungo, sebbene Beethoven volesse affermarsi più come pianista virtuoso che come compositore.
Quanto all'insegnamento di Haydn, per quanto prezioso e prestigioso, risultava procedere con qualche difficoltà: Beethoven arrivò a temere che il suo insegnante potesse essere geloso del suo talento e Haydn non tardò a irritarsi dinanzi all'indisciplina e all'audacia musicale del suo allievo, che forse iniziava a sentire soffocare il suo estro compositivo in quei rigidi metodi di insegnamento a cui era sottoposto. Nonostante una stima reciproca più volte ricordata dagli storici, Haydn non ebbe mai con Beethoven una relazione di profonda amicizia. Tuttavia, Haydn esercitò un'influenza profonda e duratura sull'opera di Beethoven, che più tardi ebbe modo di riconoscere tutto ciò che doveva al suo insegnante.
Dopo una nuova partenza di Haydn per Londra (gennaio 1794), Beethoven proseguì studi sporadici fino all'inizio del 1795 con diversi altri professori fra cui il compositore Johann Schenk e ad altri due prestigiosi protagonisti dell'epoca mozartiana: Johann Georg Albrechtsberger e Antonio Salieri; il primo, in particolare, organista di corte e Kapellmeister nella cattedrale di Santo Stefano, gli fornirà preziosi insegnamenti sulla costruzione del contrappunto polifonico. Nel suo studio conobbe inoltre un altro allievo, Antonio Casimir Cartellieri, con il quale strinse rapporti di amicizia che dureranno fino alla morte di quest'ultimo nel 1807. Terminato il suo apprendistato, Beethoven si stabilì definitivamente a Vienna e poco dopo il suo arrivo fu raggiunto dalla notizia della morte del padre, avvenuta per cirrosi epatica il 18 dicembre 1792; la fuga improvvisa del principe elettore da Bonn, conquistata dall'esercito francese, gli fece perdere sia la pensione del padre sia lo stipendio di organista.
Le lettere di presentazione di Waldstein e il suo talento di pianista lo avevano fatto conoscere e apprezzare alle personalità dell'aristocrazia viennese, appassionata di opera lirica, i cui nomi restano ancora oggi citati nelle dediche di molte sue opere: il funzionario di corte, barone Nikolaus Zmeskall, il principe Karl Lichnowsky, la contessa Maria Wilhelmina Thun, il conte Andrei Razumovsky, il principe Joseph Franz von Lobkovitz e più tardi l'arciduca Rodolfo Giovanni d'Asburgo-Lorena, soltanto per citarne alcuni. Dopo aver pubblicato i suoi primi tre Trii per pianoforte, violino e violoncello sotto il numero di opus 1, e quindi le sue prime sonate per pianoforte, Beethoven diede il suo primo concerto pubblico il 29 marzo 1795 per la creazione del suo concerto per pianoforte e orchestra n. 2, che sebbene numerato come concerto n. 2 fu in realtà composto negli anni di Bonn, precedentemente al concerto per pianoforte e orchestra n. 1.

#### Il primo virtuoso di Vienna
(Testimonianza del compositore boemo Johann Wenzel Tomásek in un concerto di Beethoven del 1797)

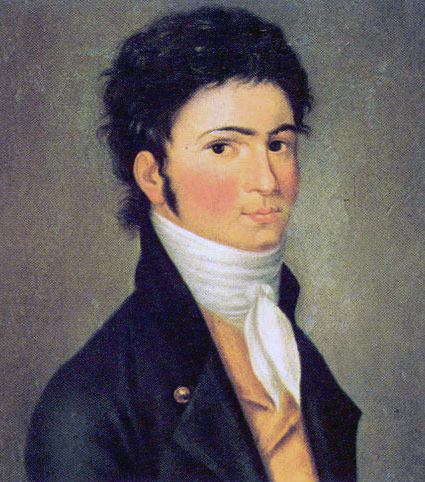
Beethoven ritratto da C.T. Riedel verso il 1800, quando il suo talento di improvvisazione musicale e i suoi virtuosismi al pianoforte lo rivelarono al pubblico viennese

Nel 1796 Beethoven intraprese un giro di concerti che lo condusse da Vienna a Berlino, passando in particolare per Dresda, Lipsia, Norimberga e Praga. Se il pubblico lodò incondizionatamente il suo virtuosismo e la sua ispirazione al pianoforte, l'entusiasmo popolare gli valse lo scetticismo dei critici più conservatori, perlopiù rimasti seguaci di Mozart, tra i quali si segnalano quelli intransigenti come l'abate Maximilian Stadler, che definisce le sue opere «assolute assurdità» e quelli più ponderati come Giuseppe Carpani, che dimostrano quanto Beethoven già in queste prime prove si fosse allontanato dal modello tradizionale della forma sonata.
Beethoven si immerse nella lettura dei classici greci, di Shakespeare e dei fondatori dello Sturm und Drang: Goethe e Schiller. Questi studi influenzarono notevolmente il suo temperamento romantico, già acquisito agli ideali democratici degli illuministi e della rivoluzione francese che si diffondevano allora in Europa: nel 1798 Beethoven frequentò assiduamente l'ambasciata francese a Vienna, dove incontrò Bernadotte e il violinista Rodolphe Kreutzer, al quale dedicherà nel 1803 la sonata per violino n. 9 che porta il suo nome.
Mentre la sua attività creatrice si intensificava (composizione delle sonate per pianoforte n. 5 e n. 7, e delle prime sonate per violino e pianoforte), il compositore partecipò almeno sino al 1800 a tenzoni musicali molto frequentate dalla buona società viennese, che lo consacrarono come il primo virtuoso di Vienna. Pianisti apprezzati come Muzio Clementi, Johann Baptist Cramer, Josef Gelinek, Johann Hummel e Daniel Steibelt ne fecero le spese.
A conclusione di questo periodo inizia la produzione dei primi capolavori quali: il concerto per pianoforte e orchestra n. 1 (1798), i primi sei quartetti d'archi (1798-1800), il Settimino per archi e fiati (1799-1800), la sonata per pianoforte n. 8, detta Patetica (1798-1799) e la prima sinfonia (1800). Benché l'influenza delle ultime sinfonie di Haydn fosse evidente, quest'ultima in particolare era già impregnata dal carattere beethoveniano (in particolare nel terzo movimento, detto scherzo) e conteneva le premesse per le grandi opere della piena maturità. Il primo concerto e la prima sinfonia vennero presentati con grande successo il 2 aprile 1800, data della prima accademia di Beethoven, concerto organizzato dallo stesso musicista e dedicato esclusivamente alle sue opere. Confortato dalle entrate finanziarie costantemente versate dai suoi mecenati, per Beethoven si aprivano le porte di un percorso artistico glorioso e felice che cominciava a superare le frontiere dell'Austria.

#### La scoperta della sordità
(Lettera di Beethoven all'amico Krumpholz, 1802)

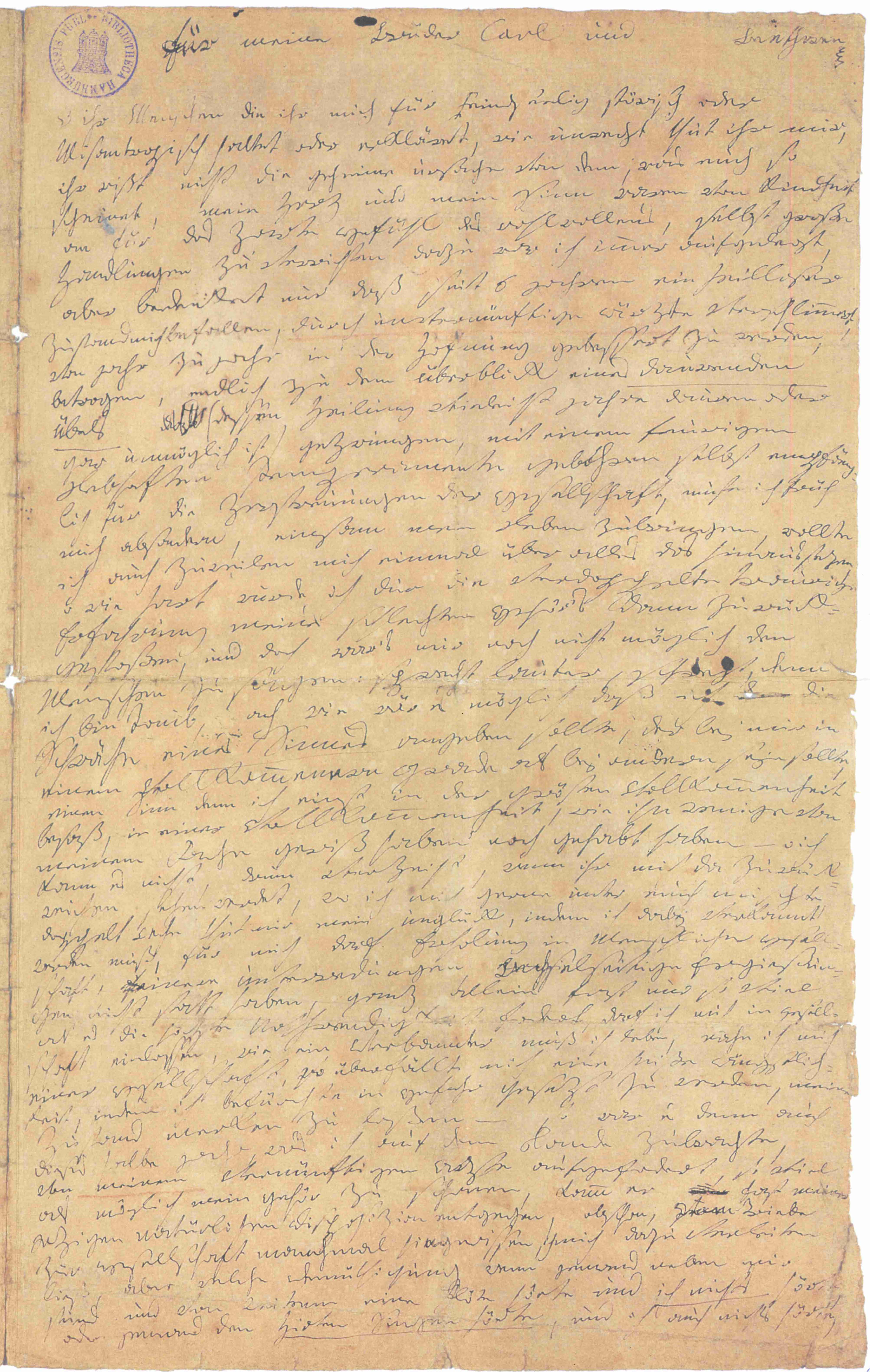
La prima pagina autografa del testamento di Heiligenstadt, redatto da Beethoven il 6 ottobre 1802; colpito dalla sua sordità iniziale, vi esponeva allo stesso tempo la sua disperazione e la sua volontà di continuare

L'anno 1796 segnò una svolta nella vita del compositore: Ludwig iniziava a prendere coscienza della sordità e malgrado tentasse, in gran segreto, di arginarne il peggioramento con delle cure, la stessa gradualmente divenne totale prima del 1820. La causa della sordità di Beethoven è rimasta sconosciuta; le ipotesi di una labirintite cronica, di una otospongiosi e della malattia ossea di Paget sono state ampiamente discusse ma nessuna è stata mai confermata. In anni recenti è stata avanzata l'ipotesi che Beethoven soffrisse di avvelenamento da piombo cronico. Chiusosi in isolamento per non rivelare in pubblico questa realtà vissuta in maniera drammatica, Beethoven si fece una triste reputazione di misantropo, della quale soffrì, chiudendosi in rassegnato silenzio fino al termine della sua vita.

Consapevole che quest'infermità avrebbe definitivamente distrutto la sua carriera pubblica di pianista virtuoso quale fino ad allora si era dimostrato, dopo aver meditato per sua stessa ammissione anche il suicidio, si dedicò con nuovo slancio alla composizione tentando di sfuggire ai mali che tormentavano la sua anima. In una lettera indirizzata ai fratelli espresse tutta la sua tristezza e la fede nella sua arte (testamento di Heiligenstadt): 
(Beethoven, 6 ottobre 1802)
Nonostante il pessimismo, fu questo un periodo di fertile attività compositiva: dopo la sonata per violino n. 5 (1800) (conosciuta popolarmente col titolo La primavera) e la sonata per pianoforte n. 14 (1801) (anch'essa conosciuta per un titolo spurio: Al chiaro di luna), durante un periodo di crisi spirituale e umana compose la gioiosa seconda sinfonia (1801-1802) e il più scuro concerto per pianoforte n. 3 (1800-1802). Queste due opere vennero accolte molto favorevolmente il 5 aprile 1803.

### 1802–1812: il periodo detto "eroico"

#### Dall'EroicaalFidelio
(Testimonianza di Ferdinand Ries sulla genesi della terza sinfonia)
La sinfonia n. 3 (detta «Eroica») inaugurò una serie di opere caratterizzate da una maggiore durata e una scrittura che ricercava effetti di grandiosità, caratteristiche dello stile del secondo periodo di Beethoven, detto «stile eroico». Il compositore intendeva inizialmente dedicare questa sinfonia al generale Napoleone Bonaparte, nel quale vedeva il paladino degli ideali della rivoluzione francese. Non appena apprese la notizia della proclamazione del primo impero francese (maggio 1804), infuriato, cancellò la dedica.
Infine, al capolavoro fu data l'intestazione di «Grande sinfonia Eroica per celebrare il sovvenire di un grande uomo». La genesi della sinfonia si estese dal 1802 al 1804 e la presentazione pubblica, avvenuta il 7 aprile 1805 smorzò gli entusiasmi e molti la giudicarono troppo lunga. Beethoven, amareggiato, si ripromise di non comporre più nel futuro opere della durata superiore a un'ora, intenzione a cui non mantenne fede.
Anche nella scrittura pianistica del compositore lo stile andava evolvendosi: scritta immediatamente dopo la terza sinfonia negli ultimi mesi del 1803, la sonata per pianoforte n. 21 op. 53, dedicata al conte Waldstein, colpì per il virtuosismo, l'energia "eroica" e l'utilizzo sinfonico dello strumento. Di simile impronta fu la sonata per pianoforte n. 23 detta Appassionata (1805), alla quale seguì il triplo concerto per pianoforte, violino, violoncello e orchestra (1804). Nel luglio 1805 il compositore incontrò Luigi Cherubini, al quale non nascose la sua ammirazione.
A trentacinque anni, Beethoven si cimentò nel genere operistico: nel 1801 si era entusiasmato per il libretto Léonore o l'amore coniugale del francese Jean-Nicolas Bouilly e la composizione dell'opera Fidelio, che portava originariamente nel titolo il nome della sua eroina, Léonore, venne iniziata già dal 1803. Questa opera fu accolta male al debutto (soltanto tre rappresentazioni nel 1805), al punto che Beethoven si ritenne vittima di un complotto. Il Fidelio doveva nel suo futuro conoscere ancora non meno di tre versioni (1805, 1806 e 1814) e soltanto l'ultima ebbe una buona accoglienza. Beethoven aveva composto un'opera oggi considerata fondamentale del repertorio lirico; eppure questa esperienza non venne ripetuta a causa delle troppe amarezze subite, nonostante lo studio di alcuni altri progetti tra cui un Macbeth ispirato all'opera di Shakespeare e soprattutto un Faust da Goethe, verso la fine della sua vita.

#### L'indipendenza affermata
(Biglietto di Beethoven al principe Lichnowsky, ottobre 1806)

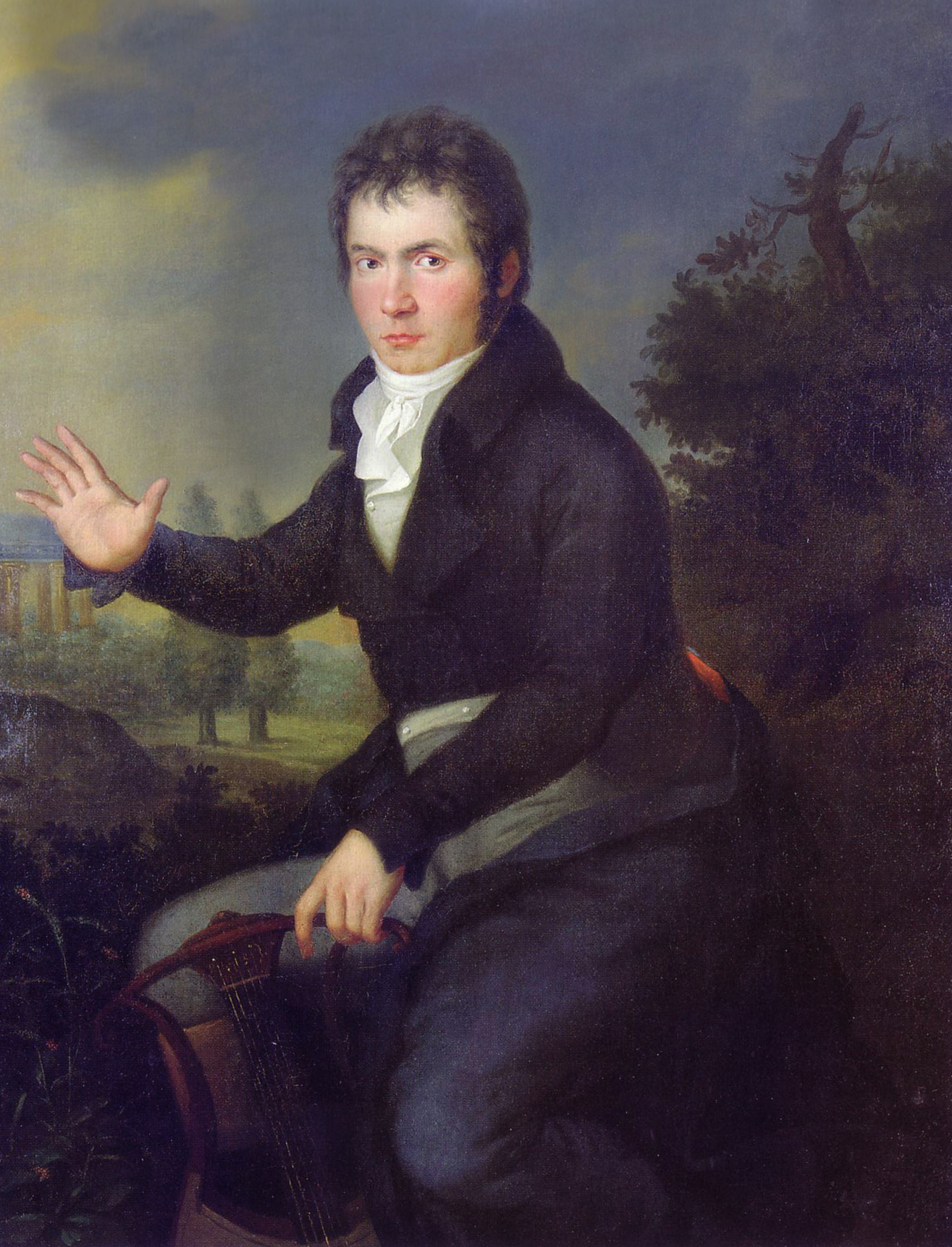
Beethoven verso il 1804, nell'epoca della Sonata Appassionata e di Fidelio; risoluto ad «affrontare il suo destino alla gola», compose nel periodo dal 1802 al 1812 una serie di opere brillanti ed energiche, caratteristiche del suo stile cosiddetto «eroico»; ritratto di Willibrord Joseph Maehler, 1804–1805

Dopo il 1805, e malgrado il fallimento artistico del Fidelio, la situazione di Beethoven era tornata favorevole. In pieno possesso della sua vitalità creatrice, sembrò adattarsi al suo udito difettoso e trovare, almeno per qualche tempo, una vita sociale soddisfacente. Gli anni tra il 1806 e il 1808 furono quelli più fertili di capolavori: il solo anno 1806 vide la composizione del concerto per pianoforte n. 4, dei tre quartetti per archi n. 7, n. 8 e n. 9 dedicati al conte Andrei Razumovsky, della quarta sinfonia e del concerto per violino.
Nell'autunno di quell'anno Beethoven accompagnò il suo mecenate, il principe Carl Lichnowsky, nel suo castello di Slesia e in occasione di questo soggiorno diede la dimostrazione più luminosa della sua volontà di indipendenza. Poiché Lichnowsky aveva minacciato di mettere Beethoven agli arresti se si fosse ostinato a rifiutare un'esibizione al pianoforte per alcuni ufficiali francesi ospiti del castello (la Slesia era in quel momento occupata dall'esercito napoleonico dopo Austerlitz), il compositore lasciò il suo ospite dopo un violento litigio. Fece allora domanda di impiego alla direzione dei teatri imperiali, dove si impegnò a consegnare annualmente un'opera e un'operetta richiedendo la somma di 2400 fiorini e una percentuale sugli incassi dalla terza rappresentazione di ciascuna opera, ma la domanda non venne accolta.
Perso il finanziamento e la protezione del suo principale mecenate, Beethoven riuscì ad affermarsi come artista indipendente e a liberarsi simbolicamente dal patronato aristocratico, tant'è che ormai lo stile eroico poteva raggiungere il suo parossismo. Dando seguito al suo desiderio di «affrontare il suo destino alla gola» espresso a Wegeler nel novembre 1801, Beethoven mise in cantiere la quinta sinfonia. Attraverso il suo celebre motivo ritmico di quattro note esposto fin dal primo movimento, che irradia tutta l'opera, il musicista intendeva esprimere la lotta dell'uomo contro il destino, e il trionfo finale su di esso. L'ouverture del Coriolano, con la quale condivide la tonalità in Do minore, era della medesima epoca.
Composta contemporaneamente alla quinta, la sinfonia pastorale sembra quella più contrastata. Descritta da Michel Lecompte come «la più serena, la più ridotta e la più melodica delle nove sinfonie» e nel medesimo tempo la più atipica, è l'omaggio alla natura di un compositore profondamente innamorato della campagna, nella quale ritrovava sempre la calma e la serenità propizie alla sua ispirazione. Autentica anticipatrice del romanticismo musicale, la Pastorale porta come sottotitolo questa frase di Beethoven «Espressione di sentimenti piuttosto che pittura» e ciascuno dei suoi movimenti porta un'indicazione descrittiva.
Il concerto di Beethoven del 22 dicembre 1808 fu certamente una delle più grandi accademie della storia (con quella del 7 maggio 1824). Furono eseguiti in prima assoluta la quinta e la sesta sinfonia pastorale, il concerto per pianoforte n. 4 (solista Beethoven stesso, che eseguì anche un'improvvisazione), l'Aria per soprano e orchestra Ah! Perfido, due inni dalla Messa in Do maggiore composta per il principe Esterházy nel 1807 e la Fantasia corale per pianoforte e orchestra (ancora con Beethoven solista al pianoforte). Dopo la morte di Haydn nel maggio 1809, benché gli restasse ancora qualche avversario in campo artistico, non si poteva più contestare la posizione di Beethoven nel pantheon dei musicisti.

#### La maturità artistica
(Giudizio di Goethe su Beethoven, 1812)

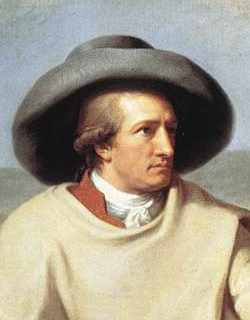
Beethoven non ricavò nulla di concreto dall'incontro avvenuto nel 1812 con Goethe; ritratto di Johann Tischbein

Nel 1808 Beethoven aveva ricevuto da Girolamo Bonaparte, posto dal fratello Napoleone sul trono della Vestfalia, la proposta per un impiego di Kapellmeister (maestro di cappella) alla corte di Kassel. Sembra che il compositore abbia per un momento pensato di accettare questo incarico prestigioso che, se da un lato rimetteva in discussione la sua indipendenza fino a quel momento difesa così strenuamente, dall'altro gli garantiva una situazione economica e sociale più serena. Fu allora che ebbe un ritorno patriottico e l'occasione di staccarsi dall'aristocrazia viennese (1809). L'arciduca Rodolfo, il principe Kinsky e il principe Lobkowitz garantirono a Beethoven, qualora fosse restato a Vienna, un vitalizio di quattromila fiorini annui, una somma notevole per l'epoca.
Beethoven accettò, sperando di mettersi definitivamente al riparo dalle necessità, ma la ripresa della guerra tra la Francia e l'Austria nella primavera del 1809 rimise tutto in discussione. La famiglia imperiale fu costretta a lasciare Vienna occupata, la grave crisi economica che subì l'Austria dopo Wagram e il trattato di Schönbrunn imposto da Napoleone rovinò economicamente l'aristocrazia viennese e rese insoddisfabile il contratto concluso da Beethoven. Questi episodi segnarono duramente la sua vita, sempre combattuta tra il desiderio di indipendenza creativa e il bisogno di condurre una vita economicamente dignitosa.
Nonostante questo, il catalogo delle sue opere continuava ad arricchirsi: gli anni 1809 e 1810 videro ancora la nascita di numerosi capolavori, dal brillante concerto per pianoforte n. 5 alle musiche di scena per la tragedia Egmont di Goethe, passando per il quartetto d'archi n. 10 detto «delle Arpe». È a causa della partenza improvvisa del suo allievo e amico, l'arciduca Rodolfo, che Beethoven compose la sonata per pianoforte n. 26 detta «Les adieux» in tre movimenti programmatici (l'Addio, la Lontananza, il Ritorno). Gli anni tra il 1811 e il 1812 videro il compositore raggiungere il punto massimo della sua creatività. Il trio per pianoforte n. 7 detto «All'arciduca» e la settima sinfonia rappresentano l'apogeo del periodo «eroico».

### 1813–1817: gli anni oscuri

#### L'amata immortale
(Lettera di Beethoven a Josephine von Brunswick, 1805)

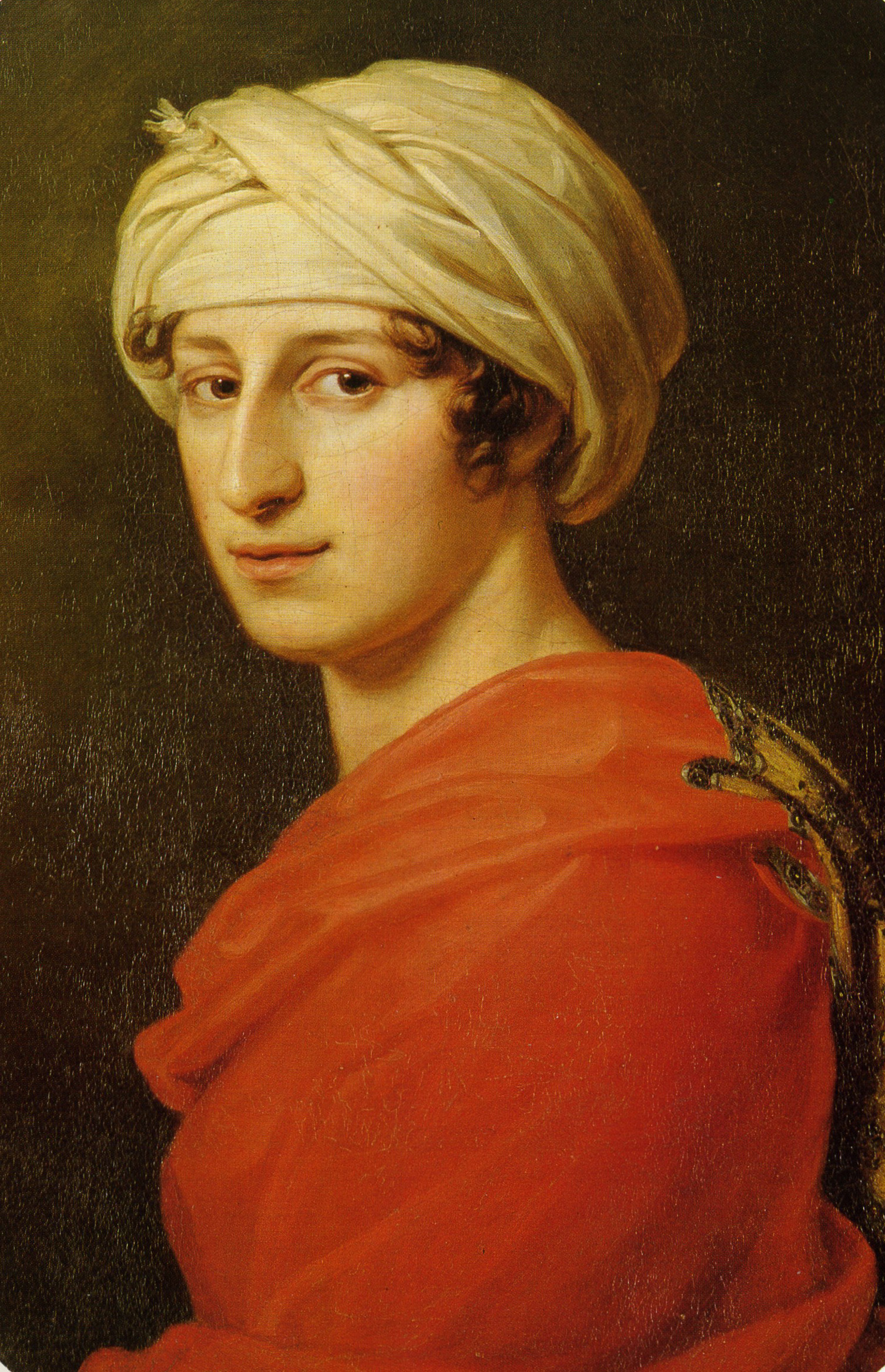
Ritratto di Antonia Brentano di Joseph Karl Stieler (1808)

Sul piano della vita sentimentale, Beethoven ha suscitato una notevole quantità di commenti da parte dei suoi biografi. Il compositore ebbe tenui relazioni con numerose donne, generalmente sposate, ma non conobbe mai quella felicità coniugale alla quale aspirava e della quale tesserà un'apologia nel Fidelio. Nel maggio 1799 Beethoven divenne insegnante di pianoforte di due figlie della contessa Anna von Seeberg, vedova Brunswick, la ventiquattrenne Therese o Thesi e la ventenne Josephine o Pepi, oltre che di una cugina di queste, la sedicenne Giulietta Guicciardi (1784-1856), dedicataria della sonata per pianoforte n. 14 detta Al chiaro di luna. Quest'ultima si fidanzò poi con il conte Wenzel Robert von Gallenberg sposandolo il 30 ottobre 1803.
Faranno entrambi ritorno a Vienna nel 1821, dove il conte, oberato dai debiti, litigherà con il musicista, mentre sua moglie lo incontrerà un'ultima volta per ricordargli il loro passato e chiedere 500 fiorini in prestito. Anche Josephine von Brunswick (1779 – 1821), perennemente sorvegliata dalla sorella Therese, ebbe una relazione con il musicista che fu la più duratura: continuò dopo un primo matrimonio con il conte Joseph von Deym, dal quale ebbe tre figli, nel gennaio 1804 e anche dopo un secondo matrimonio, avvenuto nel 1810 con il barone Christoph von Stackelberg, che l'abbandonerà due anni più tardi. Il 9 aprile 1813, con grande scandalo della famiglia, Josephine diede alla luce una bambina, Minona, affidata alla sorella.
Un po' più fugaci furono gli incontri con la contessa Anna Maria von Erdödy (1779 – 1837) rimasta paralizzata a causa della perdita del figlio, che rimase comunque sua intima confidente, vivrà in casa sua per qualche tempo nel 1808 e parteciperà alla ricerca di ricchi mecenati per suo conto (le dedicherà le due sonate per violoncello n. 4 e 5), la cantante lirica berlinese Amalie Sebald (1787 – 1846), incontrata a Teplitz tra il 1811 e il 1812, e la contessa Almerie Ersterhazy (1789 – 1848). Nel 1810, con Thérese Malfatti (1792 – 1851), ispiratrice della celeberrima bagatella per pianoforte Per Elisa WoO 59, Beethoven progettò un matrimonio che non andrà in porto, cosa che gli provocherà una delusione profonda.
Un altro evento importante nella vita sentimentale del musicista fu la scrittura della celeberrima lettera all'amata immortale, redatta in tre riprese a Teplitz tra il 6 e il 7 luglio 1812. La destinataria resterà forse per sempre sconosciuta, anche se i nomi di Josephine von Brunswick e soprattutto di Antonia Brentano Birkenstock (1780 – 1869), sposata al senatore di Francoforte Franz von Brentano, che incontrò Beethoven a Vienna e a Karlsbad tra il 1809 e il 1812, sono quelli più accreditati negli studi biografici dei coniugi Massin e di Maynard Solomon.

#### L'incidente di Teplitz
(Lettera di Beethoven alla contessa von Erdödy, 1815)

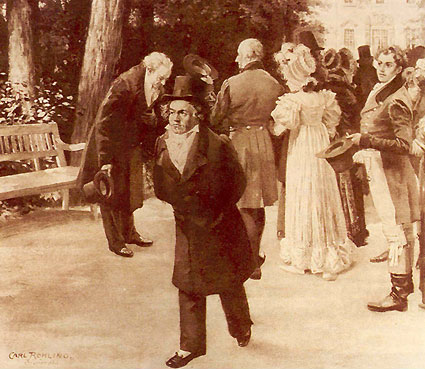
L'incidente di Teplitz (luglio 1812) dipinto di Carl Rohling, 1887: Beethoven, accompagnato da Goethe (a sinistra, in fondo), rifiuta di inchinarsi davanti alla famiglia imperiale e prosegue nel suo cammino

Il mese di luglio 1812, abbondantemente commentato dai biografi, segnò una nuova svolta nella vita di Beethoven: mentre si sottoponeva alle cure termali nelle località di Teplitz e di Karlsbad redasse l'enigmatica Lettera all'amata immortale e fece un incontro infruttuoso con Goethe con la mediazione di Bettina Brentano von Arnim, giovane ed esuberante intellettuale, entusiasta di Goethe, sorella di Clemens Brentano, cognata di Antonia Brentano e futura moglie del poeta Achim von Arnim. Proprio durante questo incontro, al contrario di Goethe, Beethoven rifiuta l'inchino alla famiglia imperiale, causando così l'indignazione dei passanti. Fu questo l'inizio di un lungo periodo di scarsa ispirazione, che coincise anche con molti eventi drammatici che dovette superare in totale solitudine, avendo lasciato quasi tutti i suoi amici a Vienna durante la guerra del 1809.
L'accoglienza molto favorevole riservata dal pubblico alla settima sinfonia e alla vivace composizione La vittoria di Wellington (dicembre 1813) e alla riproposta, ugualmente trionfale, del Fidelio nella sua versione definitiva (maggio 1814), coincisero con il congresso di Vienna del 1814, dove Beethoven venne esaltato come musicista nazionale e fu in questo periodo che raggiunse l'apice della sua popolarità. Nonostante la sua fama fosse sempre maggiore, Beethoven prendeva coscienza che qualcosa nei gusti musicali della Vienna di quegli anni stava mutando e come il pubblico viennese fosse sempre più sedotto dalla gaiezza della musica di Gioachino Rossini. Inoltre, lo spirito della restaurazione che ispirava Metternich lo mise in una situazione difficile, essendo la polizia viennese da tempo al corrente delle convinzioni democratiche e liberali del compositore.
Sul piano personale, l'evento più importante fu la morte del fratello Kaspar Karl nel 1815, a quel tempo cassiere alla Banca nazionale di Vienna. Beethoven aveva promesso di seguire l'istruzione di suo figlio Karl e dovette far fronte a una serie interminabile di processi contro sua moglie – Johanna Reiß, figlia di un tappezziere, considerata di dubbia moralità – per ottenerne la tutela esclusiva, infine guadagnata grazie a una sentenza del tribunale emessa l'8 aprile 1820. Malgrado l'attaccamento e la buona volontà del compositore, questo nipote diventerà per lui, fino alla vigilia della sua morte, una sorta di tormento. L'altro fratello, Nikolaus Johann, che Ludwig non sopportava, è farmacista a Linz e sposerà dopo una lunga convivenza Therese Obermayer, la figlia di un fornaio.
In questi anni difficili, nel corso dei quali la sordità divenne totale, Beethoven produsse alcuni capolavori: le due sonate per violoncello n. 4 e 5 dedicate alla confidente Maria von Erdödy (1815) la sonata per pianoforte n. 28 (1816) e il ciclo pregnante di Lieder An die ferne Geliebte, (1815-1816), tratto dai poemi di Alois Jeitteles. Mentre la sua situazione finanziaria diventava sempre più preoccupante, Beethoven cadde gravemente malato tra il 1816 e il 1817 e la sordità peggiorava e sembrò vicino al suicidio. Tuttavia, decise di non suicidarsi e sottomettere i suoi sentimenti facendone musica, come traspare dalle sue lettere: sempre più chiuso nell'introspezione e nella spiritualità, cominciò il suo ultimo periodo creativo.

#### La fama europea e i ritratti
(Descrizione del viso di Beethoven del dottor Wilhelm Mueller, 1820)
(Karl August Varnhagen von Ense, 1811)

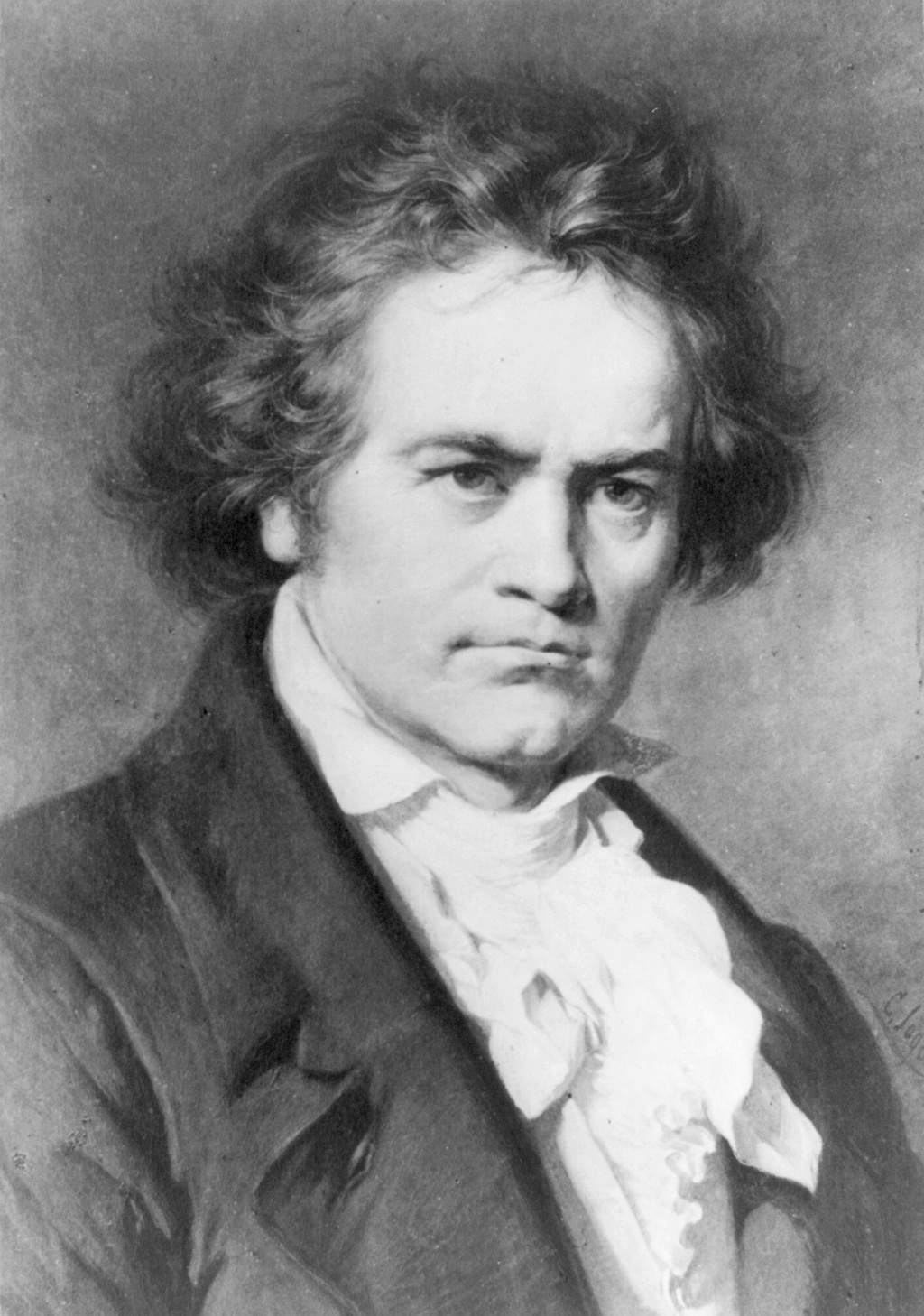
Ritratto di Beethoven eseguito da Carl Jaeger

Molti sono i ritratti del compositore realizzati quando era in vita, anche prima che conquistasse la fama a livello europeo. Diversi pittori immortalarono il compositore: era già stato ritratto da Joseph Willibrord Maehler nel 1804-05 e da Johann Cristoph Heckel nel 1815. Il berlinese August von Kloeber lo immortala nel 1818 dandogli quell'aspetto fra l'eroico e il demoniaco che ormai il mito romantico pretendeva di attribuire alla sua figura. In particolare, i capelli spettinati erano piaciuti a Beethoven, che aveva dichiarato di non amare essere ritratto "in ordine come se dovesse presentarsi a corte".
Tra il 1819 e il 1820 l'ungherese Ferdinand Schimon, che aveva già ritratto Ludwig Spohr e Weber, ritrasse Beethoven: ne riprodusse la fronte ampia, il volto pieno e il mento a conchiglia, migliorando la forma del naso e facendogli volgere lo sguardo scrutatore verso spazi lontani e indeterminati (come già Kloeber). Il pittore di re e principesse Joseph Karl Stieler, forse intimidito dal famoso modello, costrinse Beethoven a lunghe ore di posa, immobile, per svariati giorni. L'opera, terminata nell'aprile del 1820, lo rappresenta con la Missa Solemnis. Uno degli ultimi ritratti fu eseguito nel 1823 da Ferdinand Georg Waldmüller, ma se ne è perduto l'originale. Ne resta una copia.

### 1818–1827: l'ultimo Beethoven

#### L'addio al pianoforte, la religiosità e la messa in re
(Citazione religiosa di Christian Sturm copiata da Beethoven nei Quaderni di conversazione, 1818)

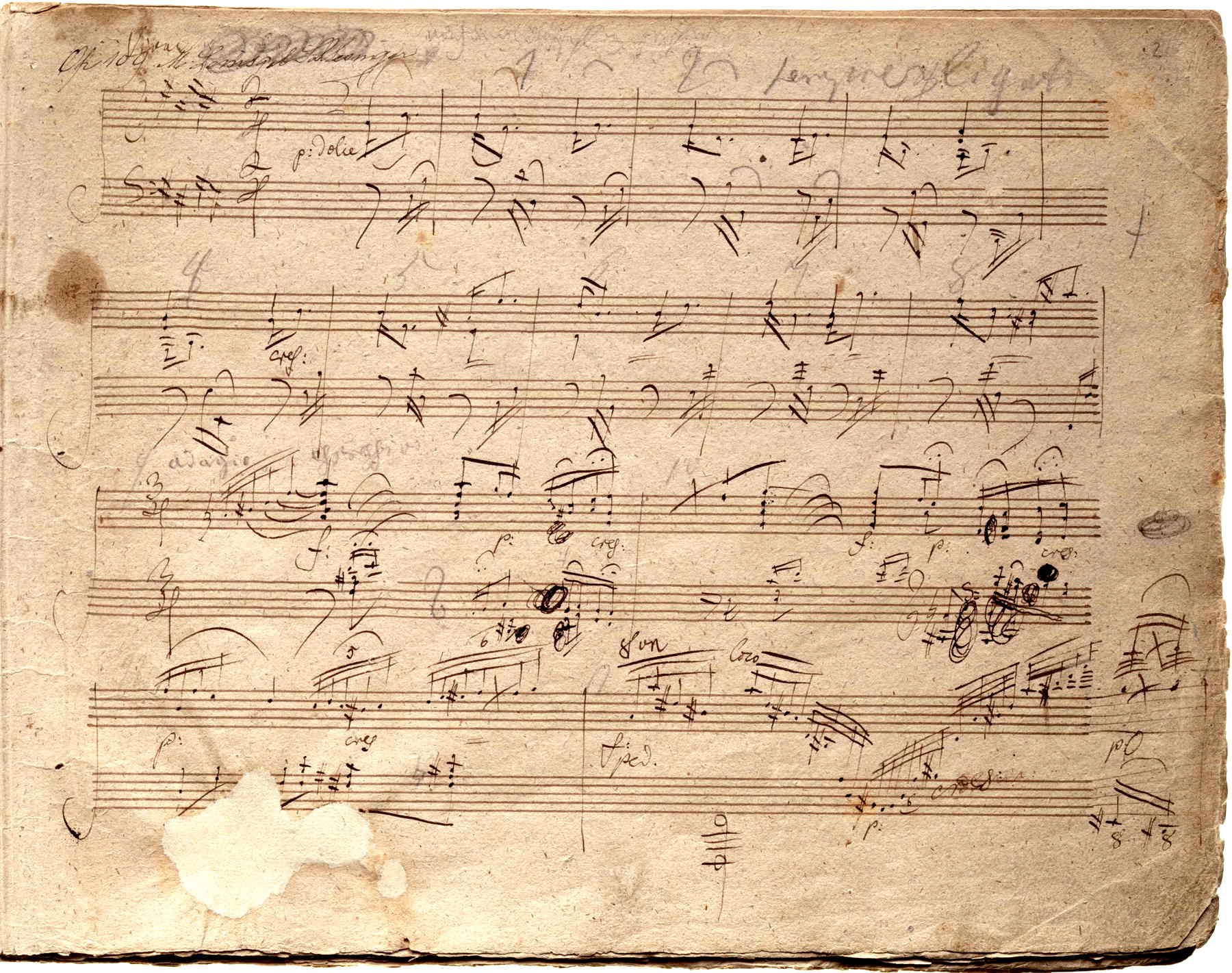
Pagina manoscritta della sonata per piano n. 30 op. 109 (1820)

Beethoven tornò pienamente in forze nel 1817, anno in cui iniziò la scrittura di una nuova opera che sarà la più vasta e complessa composta fino ad allora, la sonata per piano n. 29 op. 106 detta Hammerklavier. La durata superiore ai quaranta minuti e l'esplorazione oltre ogni limite di tutte le possibilità dello strumento, lasciò perplessi i pianisti contemporanei di Beethoven che la giudicarono ineseguibile, ritenendo che la sordità del musicista gli rendeva impossibile una corretta valutazione delle possibilità sonore. Con l'eccezione della nona sinfonia, lo stesso giudizio verrà dato per tutte le restanti opere composte da Beethoven, la cui complessità e modernità di architettura sonora erano ben note allo stesso Beethoven. Dolendosi un po' delle frequenti lamentele dei vari interpreti, nel 1819 dichiarò al suo editore: «Ecco una sonata che darà filo da torcere ai pianisti, quando la eseguiranno tra cinquanta anni».
A partire da allora, chiuso totalmente nella sua infermità, iniziò ad essere circondato da una corte di allievi, ammiratori e servitori che lo adulavano e spesso lo irritavano. Per comunicare con loro usò i quaderni di conversazione scritti direttamente dal musicista o trascritti dai suoi collaboratori, i quali costituiscono un'eccezionale testimonianza dell'ultimo periodo di vita del compositore.
È in questo periodo, precisamente nella primavera del 1818, che Beethoven decise di comporre una grande opera religiosa che inizialmente prevedeva di utilizzare in occasione dell'Incoronazione dell'arciduca Rodolfo, che anelava d'essere elevato a rango di arcivescovo di Olmütz da lì a pochi mesi. Contrariamente alle previsioni, la colossale Missa Solemnis in Re maggiore richiese al musicista quattro anni di duro lavoro (1818-1822) e fu dedicata soltanto nel 1823. Beethoven aveva studiato a lungo le messe di Bach, l'oratorio Messiah di Händel, la polifonia rinascimentale di Palestrina e gli antichi modi gregoriani prima di cimentarsi nella composizione di questa importante opera, della quale nutriva grande considerazione, al punto di ritenere la composizione della Missa Solemnis come «la mia migliore opera, il mio più grande lavoro».
Parallelamente a questo lavoro vennero composte le ultime sonate per pianoforte opere n. 30, 31, 32. Gli restava ancora da comporre l'ultimo capolavoro pianistico: l'editore Anton Diabelli aveva invitato nel 1822 tutti i compositori del suo tempo a scrivere una variazione su un valzer molto semplice nella struttura musicale. Dopo aver inizialmente accantonato il progetto, Beethoven riprese e ampliò il lavoro arrivando a comporre trentatré variazioni sul tema iniziale. Il risultato ottenuto è notevole: le Variazioni Diabelli sono infatti paragonate per grandezza solo alle Variazioni Goldberg, composte da Bach ottanta anni prima.

#### La nona sinfonia e gli ultimi quartetti
(Lettera del principe russo Boris Galitzin a Beethoven dopo la prima rappresentazione della Missa Solemnis, 1824)

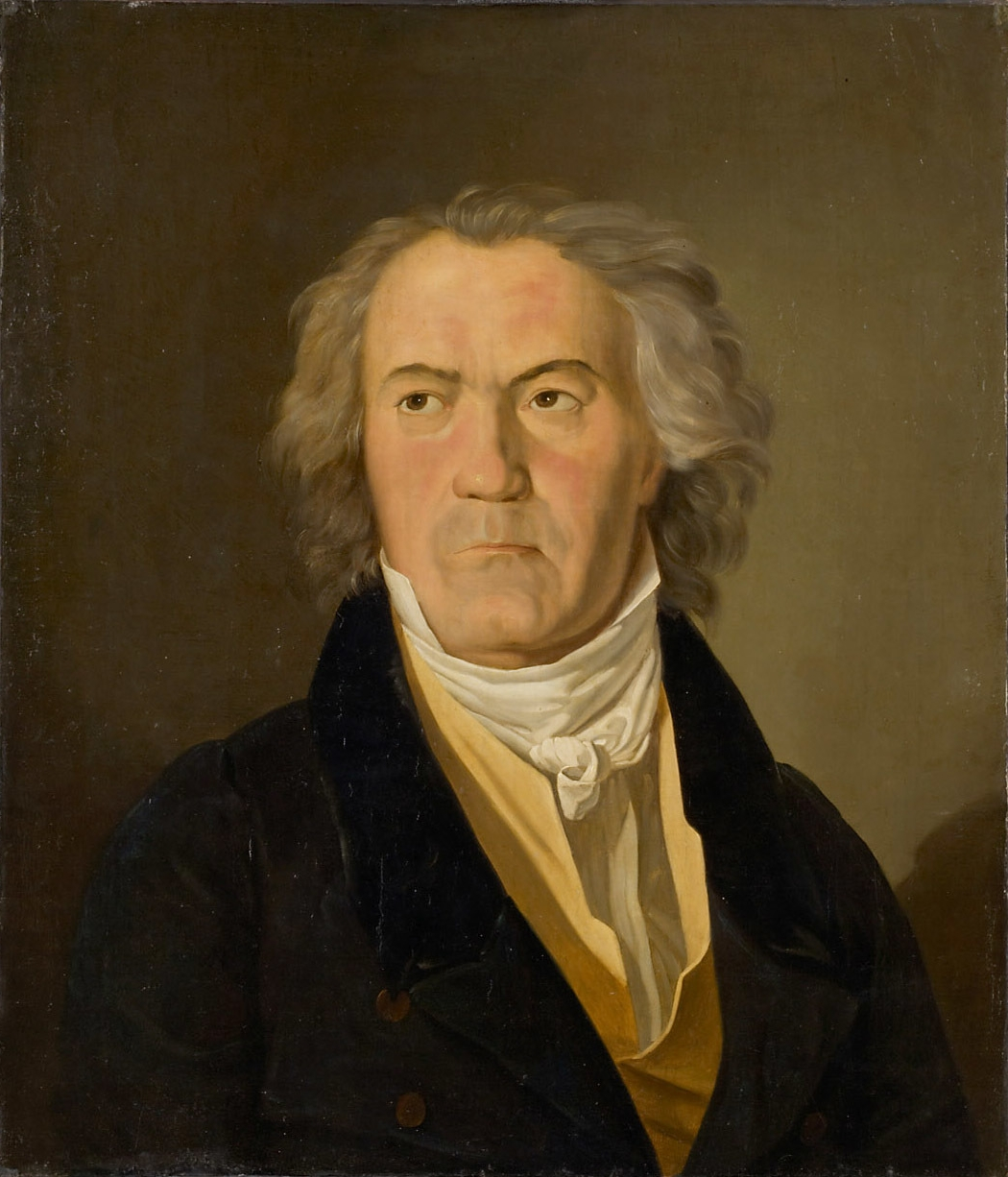
Beethoven nel 1823, all'epoca della composizione delle Variazioni Diabelli e della nona sinfonia: nella sua sordità diventata totale, comunicava con il suo ambiente soltanto tramite i quaderni di conversazione; ritratto di F.G. Waldmüller

L'inizio della composizione della nona sinfonia coincise con il completamento della Missa Solemnis. Quest'opera ebbe una genesi estremamente complessa che si può fare risalire alla gioventù di Beethoven e all'intenzione di mettere in musica l'ode Inno alla gioia (An die Freude) di Schiller. Attraverso l'indimenticabile finale che introduce il coro, l'innovazione nella scrittura sinfonica della Nona sinfonia appare in linea alla Quinta, come l'evocazione musicale del trionfo della gioia e della fraternità universale sulla disperazione e la guerra.
Essa costituisce un messaggio umanista e universale: la sinfonia venne eseguita per la prima volta davanti a un pubblico in delirio il 7 maggio 1824 e Beethoven ritrovò il grande successo. È in Prussia e in Inghilterra, dove la notorietà del musicista era da tempo commisurata alla grandezza del suo genio, che la sinfonia ebbe l'accoglienza più folgorante. Più volte invitato a Londra, come Haydn, Beethoven ebbe la tentazione verso la fine della sua vita di stabilirsi in Inghilterra, paese che ammirava per la sua vita culturale e per la sua democrazia, in contrapposizione alla frivolezza della vita viennese, ma questo progetto non si realizzò e Beethoven non conobbe mai il Paese del suo idolo Händel. L'influenza di quest'ultimo fu particolarmente sensibile nel periodo tardo di Beethoven, che compose nel suo stile, tra il 1822 e il 1823, l'ouverture Die Weihe des Hauses.
I cinque ultimi quartetti per archi (n. 12, 13, 14, 15 e 16) misero il sigillo finale alla produzione musicale di Beethoven. Con il loro carattere immaginario, che si ricollega a forme vecchie (utilizzo del modo musicale lidio nel n. 15), segnarono la conclusione della sperimentazione di Beethoven nel campo della musica da camera. I grandi movimenti lenti ad alto tasso drammatico (la cavatina del n. 13 e il Canto di ringraziamento alla Divinità di un convalescente, in modo lidio del n. 15) annunciavano l'inizio del periodo romantico. A questi cinque quartetti, composti nel periodo 1824-1826, occorre aggiungere ancora la Grosse Fuge in Si bemolle maggiore op. 133, che era in origine il movimento conclusivo del quartetto n. 13, ma che Beethoven separò in seguito su richiesta dell'editore. Queste composizioni, per il loro elevato grado di complessità e profondità espressiva, sono comunemente annoverate tra i massimi vertici della storia della musica. Il 15 ottobre 1825 il musicista si trasferì nel suo ultimo appartamento viennese, al numero 15 della Schwarzspanierstrasse, in due stanze che facevano parte di quello che era stato un convento degli "spagnoli neri", lungo le mura della capitale austriaca.
Alla fine dell'estate 1826, mentre completava il suo ultimo quartetto n. 16, Beethoven progettava ancora numerose opere: una Decima sinfonia della quale sono giunti sino a noi alcuni schizzi, un'ouverture su temi di Bach, il Faust ispirato a Goethe, un oratorio sul tema biblico di Saul e Davide, un altro sul tema degli elementi e un requiem. Il 30 luglio 1826 suo nipote Karl tentò il suicidio sparandosi un colpo di pistola e rimanendo leggermente ferito, giustificando il gesto col fatto di non sopportare più i continui rimproveri dello zio il quale, sconfortato, dopo aver rinunciato alla sua tutela in favore dell'amico Stephan von Breuning, lo fece arruolare in un reggimento di fanteria, comandato dal suo amico barone Joseph von Stutterheim. La storia fece scandalo e in attesa che Karl partisse per la sua destinazione a Iglau, in Moravia, zio e nipote andarono a trascorrere una vacanza, ospiti, dietro pagamento, del fratello Nikolaus Johann van Beethoven, a Gneixendorf. Qui Beethoven compose la sua ultima opera, un allegro per sostituire la Große Fuge come finale del quartetto n. 13.

#### La malattia e la morte
(Franz Schubert, 1827)

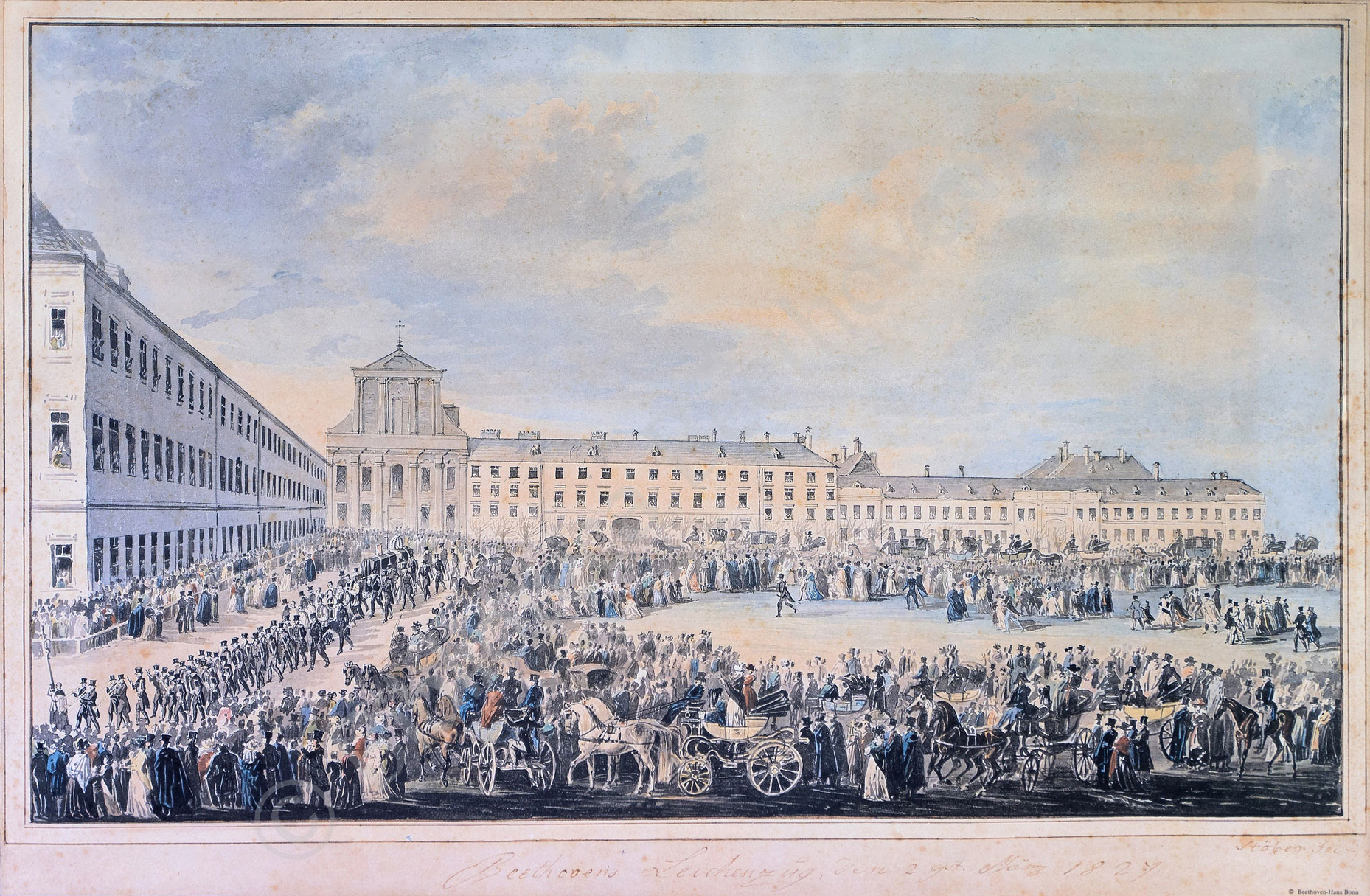
Quadro di F. Stober, 1827; i funerali di Beethoven, il 29 marzo 1827, radunarono molte migliaia di persone

Ritornato a Vienna il 2 dicembre 1826 su un carro scoperto e in una notte di pioggia, Beethoven contrasse una polmonite bilaterale da cui non poté più risollevarsi; gli ultimi quattro mesi della sua vita furono segnati da un terribile logoramento fisico. La causa diretta della morte del musicista, secondo le osservazioni del suo ultimo medico (il dottor Andras Wawruch) sembra essere la comparsa di una cirrosi epatica. Beethoven presentava un'epatomegalia, un'itterizia, un'ascite (allora chiamata «idropisia addominale») nei diversi ordini dei membri inferiori, elementi di una sindrome cirrotica con ipertensione portale e, costretto perennemente a letto, dovette sottoporsi a un'operazione per rimuovere l'acqua accumulata.
Fino alla fine il compositore restò circondato dai suoi amici tra i quali Anton Schindler e Stephan von Breuning, oltre alla moglie del fratello Johann e al musicista Anselm Huttenbrenner, che fu l'ultima persona a vederlo in vita. Alcune settimane prima della morte avrebbe ricevuto la visita di Franz Schubert, che non conosceva e si rammaricava di avere scoperto così tardi. È al suo amico, il compositore Ignaz Moscheles, promotore della sua musica a Londra, che invia la sua ultima lettera nella quale promette nuovamente agli Inglesi di comporre, una volta guarito, una nuova sinfonia per ringraziarli del forte sostegno. Tuttavia, era troppo tardi.

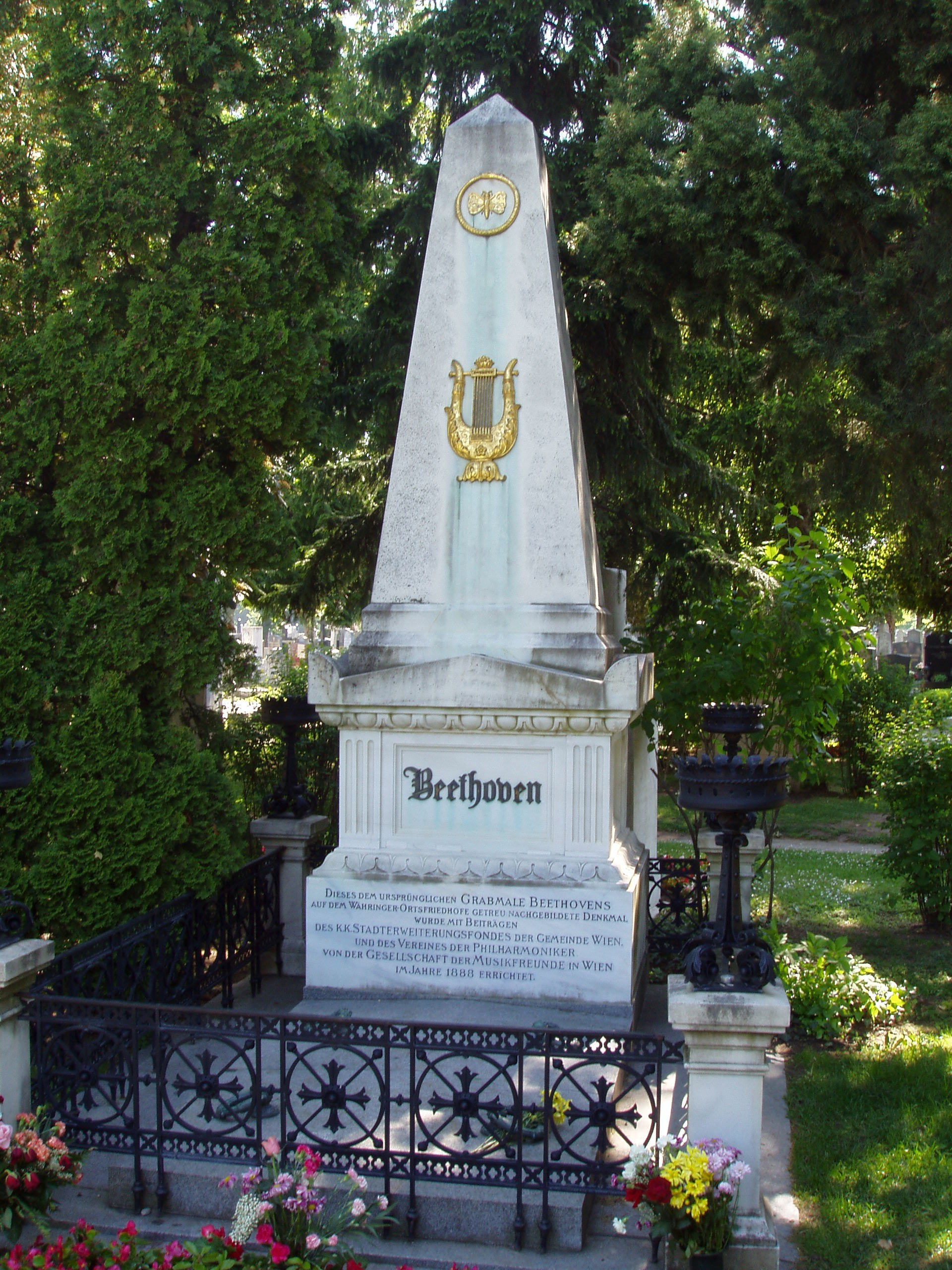
La tomba di Beethoven al Zentralfriedhof di Vienna

Il 3 gennaio 1827 fa testamento, nominando il nipote Karl suo erede: il 23 marzo riceve l'estrema unzione e il giorno dopo perde conoscenza. Morì il 26 marzo, all'età di 56 anni. Nonostante Vienna non si occupasse più della sua sorte da mesi, i suoi funerali, svoltisi il 29 marzo, riunirono una processione impressionante di almeno ventimila persone. L'orazione funebre venne pronunciata da Franz Grillparzer. Venne inizialmente sepolto nel cimitero di Wahring, a ovest di Vienna. Nel 1863 il corpo di Beethoven venne riesumato, studiato e di nuovo sepolto.
Il suo teschio venne acquisito dal medico austriaco Romeo Seligmann per ricavare un modello, tuttora conservato al Center for Beethoven Studies presso l'università statale di San Jose in California, mentre i suoi resti vennero sepolti nel Zentralfriedhof nel 1888. Il suo segretario e primo biografo Anton Felix Schindler, nominato custode dei beni del musicista, dopo la sua morte distruggerà una grandissima parte dei Quaderni di conversazione e in quelli rimasti aggiungerà arbitrariamente frasi scritte di sua mano. La distruzione venne giustificata con il fatto che molte frasi erano attacchi grossolani e sfrenati ai membri della famiglia imperiale, contro l'imperatore e anche contro il principe ereditario, diventato anch'egli imperatore e con il quale aveva mantenuto rapporti stretti di amicizia, nonostante per gran parte della sua vita Beethoven fosse stato in costante rivolta contro le autorità costituite, le norme e le leggi.

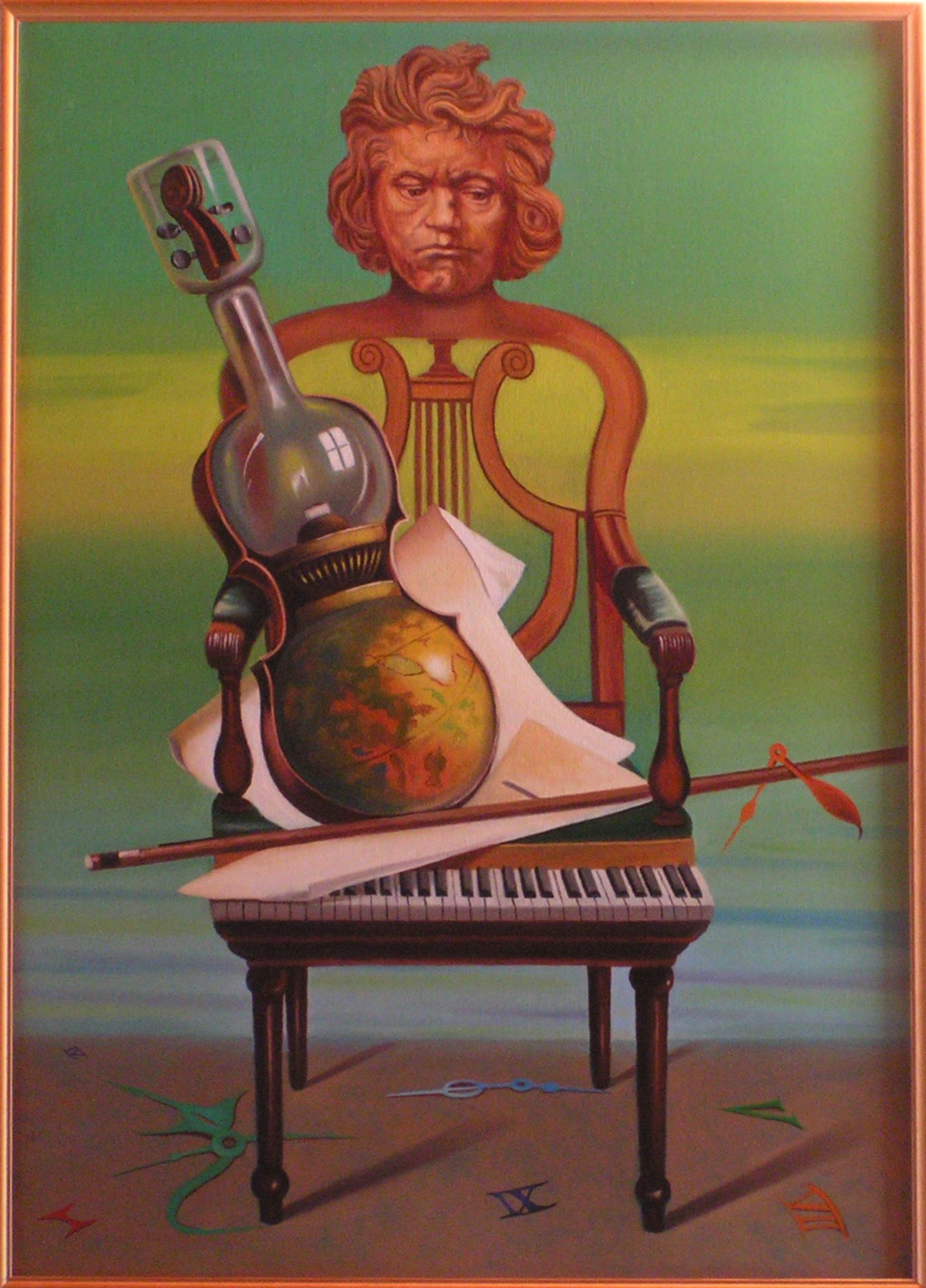
Nello spazio e nel tempo, ritratto di Beethoven del 1974, dipinto da William Girometti

Negli anni che seguirono la sua morte furono formulate diverse ipotesi riguardanti una malattia di cui Beethoven avrebbe sofferto durante tutto l'arco dell'esistenza – indipendentemente dalla sordità, il compositore lamentava continui dolori addominali e disordini alla vista – e attualmente tendono a stabilirsi al livello di un saturnismo cronico o intossicazione severa da piombo. Il 17 ottobre 2000, 173 anni dopo la morte del compositore, fu il dottor William J. Walsh, direttore del progetto di ricerca su Beethoven (Beethoven Research Project), a rivelare questa ipotesi come causa probabile del decesso. Beethoven, grande degustatore del vino del Reno, aveva l'abitudine di bere da una coppa di cristallo di piombo, oltre ad aggiungere un sale piomboso per rendere il vino più dolce.
Dai risultati delle analisi sui suoi capelli furono riscontrati importanti quantità di piombo e questi risultati sono stati confermati dall'Argonne National Laboratory, nei pressi di Chicago, grazie a ulteriori analisi di frammenti del cranio, identificati grazie al DNA. La quantità di piombo rilevata era effettivamente il segnale di un'esposizione prolungata. Questa intossicazione di piombo fu la causa dei perpetui dolori al ventre che segnarono la vita di Beethoven, nonché dei suoi numerosi e repentini sbalzi d'umore e, forse, anche della sua sordità. Non ci sono comunque legami formali stabiliti e provati tra la sordità di Beethoven e la sua intossicazione da piombo; in seguito all'autopsia, eseguita il giorno dopo la sua morte, risultò che il nervo acustico del musicista era completamente atrofizzato, pertanto nessuna cura dell'epoca poteva essere efficace.
Il 30 agosto 2007 il patologo, ricercatore e medico legale viennese Christian Reiter rese pubblica la scoperta delle sue ricerche su due capelli del musicista. Secondo Reiter, Beethoven venne ucciso involontariamente dal suo medico Andras Wawruch durante uno dei quattro drenaggi ai quali fu sottoposto; venne ferito con un bisturi e per curare al meglio la ferita il medico usò un unguento al piombo, che veniva usato nell'Ottocento come antibatterico.
Le sue opere autografe, comprese in sessantadue volumi e corrette da lui stesso, furono lasciate in testamento dall'arciduca cardinale Rodolfo alla Società veronese de' Filarmonici che le conservarono dal 1839.

## Lo stile

### Panoramica
Beethoven è universalmente riconosciuto come uno dei più grandi compositori della musica occidentale. Egli rimase perlopiù aderente alle forme e ai modelli del classicismo, tuttavia il suo stile, estremamente variegato e complesso, esercitò un'influenza fondamentale sull'intero diciannovesimo secolo. Haydn trovandosi a discorrere della sua personalità di compositore, ebbe a dirgli:
Beethoven ha scritto opere in molti generi musicali e per una grande varietà di combinazioni di strumenti. Le sue opere per orchestra sinfonica includono nove sinfonie (con un coro nella nona), sette concerti per uno o più solisti e orchestra, due romanze per violino e orchestra, un rondò per pianoforte e orchestra, una fantasia per pianoforte, soli, coro e orchestra e un balletto, Le creature di Prometeo.
La sua unica opera lirica è il Fidelio; altri lavori vocali con accompagnamento strumentale annoverano, fra le varie composizioni, due messe, l'oratorio Cristo sul Monte degli Ulivi e varie musiche di scena.
Moltissime le composizioni per pianoforte, di cui trentadue sonate per pianoforte e numerosi arrangiamenti (per pianoforte solo o a quattro mani) di altre sue composizioni. L'accompagnamento pianistico è previsto in 10 sonate per violino, 5 sonate per violoncello e una sonata per corno francese, insieme a numerosi lieder.
Beethoven ha scritto anche una quantità rilevante di musica da camera. Oltre a 16 quartetti per archi, scrisse 5 composizioni per quintetto d'archi, sette per trio con pianoforte, cinque per trio d'archi e più di una dozzina di lavori per vari gruppi di strumenti a fiato.
Dal punto di vista della forma musicale, l'opera di Beethoven influenzò profondamente l'evoluzione del modello della forma-sonata, in particolare per quello che riguarda lo sviluppo tematico nel primo movimento. È stato uno dei primi compositori a fare uso sistematico e consistente del collegamento di dispositivi tematici, o "motivi in germe" (germ-motives), per realizzare l'unità di un movimento nelle composizioni maggiori. Ugualmente notevole è l'uso di "motivi base" (source-motives) che ricorrono in molte composizioni e che danno una certa unitarietà alla sua opera. Nelle sue opere sia cameristiche sia orchestrali, spesso sostituì il minuetto con lo scherzo. Complessivamente la sua figura è di transizione: la sua opera contiene elementi sia romantici sia tipicamente classicisti.

### Periodizzazione
Wilhem von Lenz propose una ripartizione stilistica ancora in uso della carriera di compositore di Beethoven in tre "periodi" creativi:
- il primo (Early, 1770-1802)
- il mediano (Middle, 1803-1814)
- il tardo (Late, 1815-1827)

Benché possa risultare alquanto problematico distinguere nettamente i confini tra un periodo e l'altro, la tripartizione è accolta da molti studiosi. Nel primo periodo, subì l'influenza di Haydn e Mozart, come spiegato nella sezione Le influenze. Il periodo mediano cominciò subito dopo la crisi personale del compositore centrata intorno allo sviluppo della progressiva sordità, distinguendosi per un approccio energico ed "esplosivo" alla composizione. Infine il periodo tardo è caratterizzato da lavori che mostravano profondità intellettuale, un'alta e intensa personalità espressiva ed innovazioni formali.
Decisamente contrario a tale divisione dell'opera beethoveniana fu il filosofo e musicologo Theodor Wiesengrund Adorno: esistono aspetti armonici, ritmici e melodici comuni ai tre cosiddetti periodi perfino in opere definite minori o di apprendistato. Per esempio, l'inizio della seconda sinfonia che anticipa il famoso incipit della nona, nel materiale tematico e, più profondamente, nel colore. Inoltre, Adorno dimostrò come il contrappunto, anima delle ultime definitive opere, sia la profonda caratteristica del pensiero compositivo beethoveniano fin dall'opus 1; per questo questa suddivisione rischia di falsare l'intera opera beethoveniana. Si può dividere la produzione del compositore in tre periodi solamente considerando i caratteri e gli atteggiamenti psicologici e non quelli musicali, secondo Adorno.

### Le innovazioni
Nella storia musicale, l'opera di Beethoven rappresenta un momento di transizione: se le sue prime opere sono influenzate da Haydn o Mozart, le opere mature sono ricche di innovazioni e hanno aperto la strada ai musicisti del secondo Romanticismo, quali Brahms, Wagner e Bruckner ma anche Mahler e Janáček, quest'ultimi appartenenti al periodo "decadente":
- L'incipit della sua quinta sinfonia (1807) espone un breve, violento motivo che è riutilizzato durante tutti i quattro movimenti. La transizione tra lo scherzo e l'allegro finale avviene senza interruzione, mediante un "attacca".
- La nona sinfonia (1824) è la prima sinfonia a introdurre un coro, al quarto movimento. L'insieme di questa elaborazione orchestrale rappresenta una vera innovazione.

Sul piano della tecnica compositiva, l'impiego di motivi che alimentino interi movimenti è considerato un apporto fondamentale. Di essenza squisitamente ritmica – cosa che costituisce una grande novità – questi motivi si modificano e si moltiplicano. Tra i più famosi:
- Primo movimento del quarto concerto per piano (presente sin dalle prime battute);
- Primo movimento della quinta sinfonia (idem);
- Secondo movimento della settima sinfonia (dal ritmo dattilico): il turbinio sempre rinnovato che ne risulta è estremamente avvincente.

Beethoven dedicò gran cura all'orchestrazione. Negli sviluppi alcune associazioni cangianti di strumenti, specialmente al livello dei legni, permettono d'illuminare in maniera singolare i ritorni tematici, talvolta anche leggermente modificati sul piano armonico. Le variazioni di tono e di colore rinnovano il discorso musicale, sempre conservando il riferimento ai temi nella forma originaria. Le opere di Beethoven vennero apprezzate in particolare in virtù della loro forza emozionale, che verrà fatta propria dal Romanticismo.

#### La giovinezza a Bonn

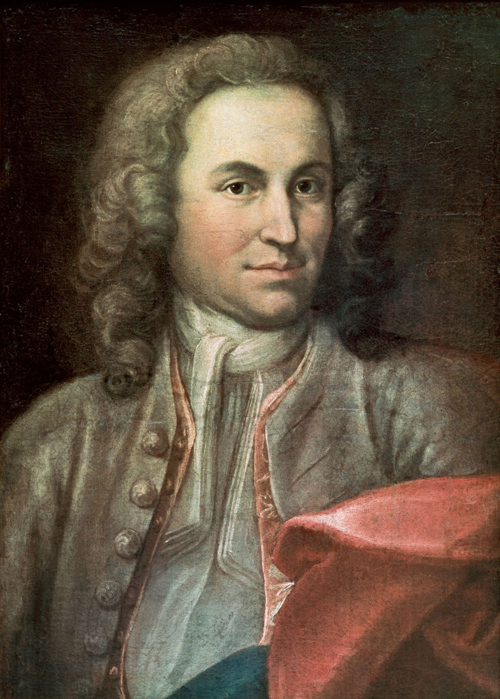
Johann Sebastian Bach fu alla corte del principe Maximilian Franz d'Asburgo, mecenate di Beethoven a Bonn dal 1784 al 1792, dove fece la conoscenza decisiva della musica di Bach e dei suoi figli, e anche dei compositori della scuola di Mannheim

Le prime influenze musicali esercitate sul giovane Beethoven non furono tanto quelle di Haydn e di Mozart – dei quali, eccettuate poche partiture non scoprì davvero la musica fin quando non giunse a Vienna – quanto lo stile galante della seconda metà del XVIII secolo e dei compositori della scuola di Mannheim, di cui poté ascoltare le opere a Bonn, alla corte del principe elettore Maximilian Franz d'Asburgo. Le opere di questo periodo che ci sono pervenute (nessuna delle quali appariva nel catalogo opus), composte fra il 1782 e il 1792, testimoniano già una rimarchevole padronanza della composizione; ma sono assenti i caratteri peculiari di Beethoven che troviamo nel periodo viennese.
Nelle sonate all'elettore WoO 47 (1783), nel concerto per pianoforte WoO 4 (1784) o ancora nei quartetti con pianoforte WoO 36 (1785), si svela soprattutto una forte influenza dello stile galante di compositori come Johann Christian Bach. Due altri membri della famiglia Bach costituiscono d'altronde lo zoccolo della cultura musicale del giovane Beethoven: Carl Philipp Emanuel, di cui eseguì le sonate e Johann Sebastian, di cui imparò a memoria le due raccolte de Il clavicembalo ben temperato.

#### L'influenza di Mozart

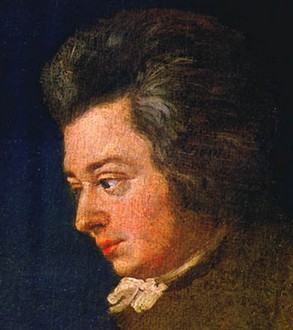
Dal 1800 l'influenza di Mozart su Beethoven appare più formale che estetica

Occorre distinguere nell'influenza di Mozart su Beethoven un aspetto estetico e un aspetto formale:
- l'estetica mozartiana si manifesta principalmente nelle opere del "primo periodo", ma superficialmente, poiché l'influenza del maestro si riduce il più delle volte a prestiti di formule stereotipate. Fin circa al 1800 la musica di Beethoven si iscrive più che altro ora nello stile post-classico ora nel preromantico, all'epoca rappresentato da compositori come Clementi e Hummel: uno stile che imita Mozart soltanto in superficie e che si potrebbe qualificare come "classicheggiante" piuttosto che veramente "classico" (secondo l'espressione di Rosen);
- l'aspetto formale dell'influenza di Mozart si manifesta quasi esclusivamente a partire dalle opere del "secondo periodo". Nella scrittura di concerti, il modello di Mozart sembra più presente: nel primo movimento del concerto per pianoforte n. 4, l'abbandono della doppia esposizione della sonata (orchestra e solista in successione) a vantaggio di un'unica esposizione (orchestra e solista simultanei) riprende in qualche modo l'idea mozartiana di fondere la presentazione statica del tema (orchestra) nella sua presentazione dinamica (solista). Più in generale, si può notare che Beethoven, nella sua propensione ad amplificare le code fino a trasformarle in elementi tematici a tutti gli effetti, si pone più sulla scia di Mozart che in quella di Haydn, nel quale invece le code si distinguono assai meno dalla ripresa.

#### Le sonate per pianoforte di Clementi

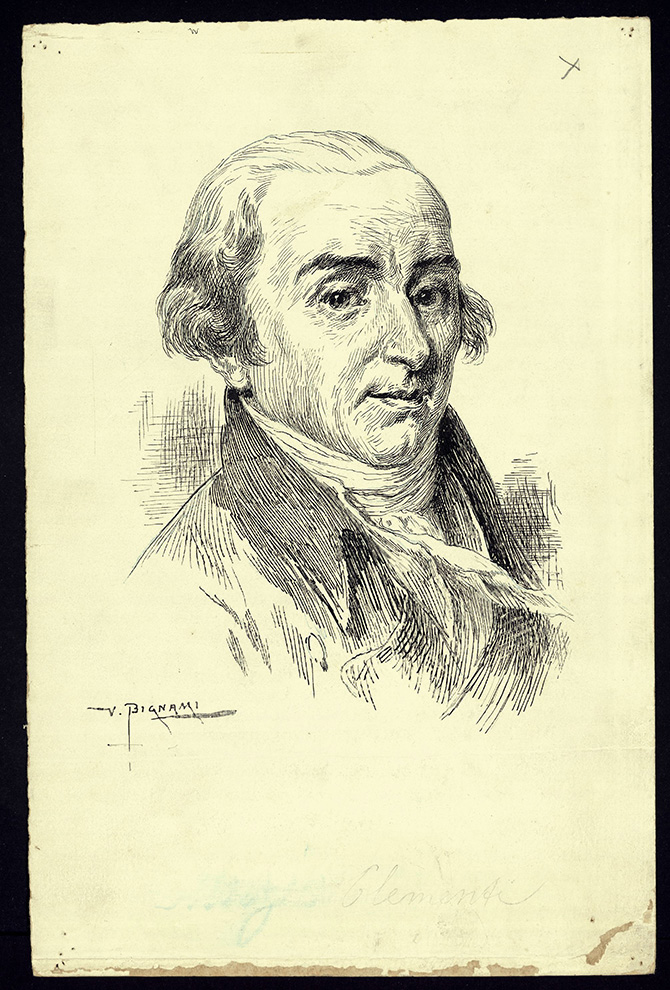
Ritratto di Muzio Clementi, compositore (1752-1832)

Nell'ambito della musica per pianoforte, è soprattutto l'influenza di Muzio Clementi a esercitarsi rapidamente su Beethoven dal 1795 e a permettere alla sua personalità di affermarsi e fiorire autenticamente. Se tale influenza non è stata altrettanto profonda come quella delle opere di Haydn, la portata delle sonate per pianoforte del celebre editore non appare meno vasta nell'evoluzione stilistica di Beethoven. Infatti, dagli anni 1780, Clementi sperimenta un nuovo impiego di accordi fino ad allora inusitati: le ottave, le seste e le terze parallele (che il compositore italiano aveva a sua volta ripreso dalle sonate di Domenico Scarlatti, artista a sua volta conosciuto e apprezzato da Beethoven). Clementi arricchisce anche sensibilmente la scrittura pianistica, dotando lo strumento di una potenza sonora inedita, che deve aver certamente impressionato il giovane Beethoven: egli infatti, dopo le prime tre sonate, integrerà presto il procedimento di Clementi nel proprio stile. Inoltre l'uso delle indicazioni dinamiche nelle sonate di Clementi si estende: pianissimo e fortissimo divengono frequenti e la loro funzione espressiva assume un'importanza considerevole. Anche in questo caso Beethoven coglie al volo le possibilità dischiuse da queste innovazioni e, dalla Patetica, questi principi appaiono definitivamente incorporati nel suo stile.
Un altro punto in comune fra le prime sonate di Beethoven e quelle, contemporanee o anteriori, di Clementi è la loro estensione, piuttosto significativa per l'epoca: i lavori che ispirano il giovane musicista sono in effetti opere di vasto respiro, spesso formate da ampi movimenti. Vi si trovano le premesse di una nuova visione dell'opera musicale, ormai concepita per essere unica. Le sonate per pianoforte di Beethoven sono note per essere state in qualche modo il suo «laboratorio sperimentale», quello dal quale traeva le nuove idee che estendeva in seguito ad altre forme musicali, come la sinfonia: infatti, come rimarca Marc Vignal, si trovano ad esempio importanti influenze delle sonate op. 13 n. 6 e op. 34 n. 2 di Clementi nell'Eroica.

#### Händel e gli antichi

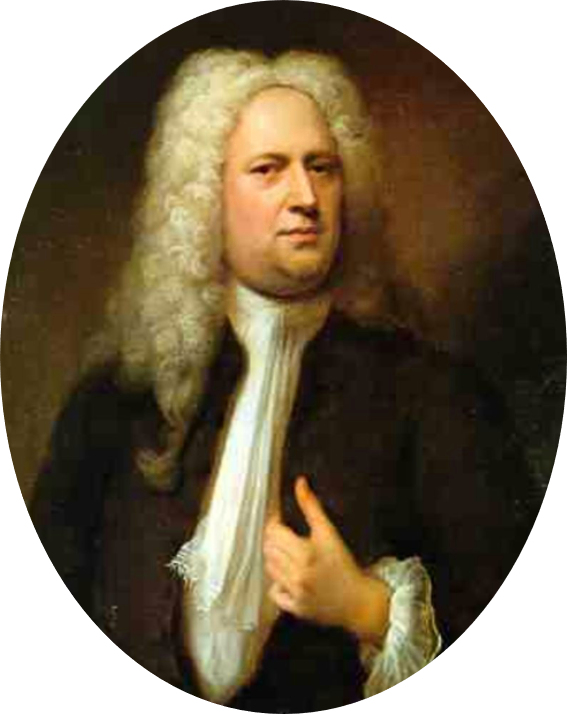
Beethoven riteneva Händel (1685–1759) il più grande compositore della storia; se ne ispirò in molte delle sue ultime opere, fra cui la Missa Solemnis e la sonata per pianoforte n. 32

Assimilate le influenze «eroiche», intrapreso davvero un «nuovo cammino» nel quale sperava di impegnarsi, affermata definitivamente la propria personalità attraverso le realizzazioni di un periodo creativo che va dall'Eroica alla settima, Beethoven smise di interessarsi alle opere dei contemporanei, e di conseguenza cessarono le loro influenze.
Fra i contemporanei solo Cherubini lo incantava ancora; ma in nessun modo pensava di imitarlo. Sprezzando l'intera opera italiana e disapprovando fermamente il nascente Romanticismo, Beethoven sentì allora il bisogno di volgersi a tre «pilastri» storici della musica: Bach, Händel e Palestrina. Fra queste influenze, il posto di Händel è privilegiato: questi non ebbe indubbiamente mai ammiratore più fervido di Beethoven, che (riferendosi alla sua intera opera, che aveva appena ricevuto) esclamò «Ecco la verità!», e che, al termine della vita, dichiarò di volersi «inginocchiare sulla sua tomba».
Dall'opera di Händel, la musica dell'ultimo Beethoven prende spesso un aspetto grandioso e generoso, tramite l'utilizzo di ritmi puntati – come nel caso dell'introduzione della sonata per pianoforte n. 32, nel primo movimento della nona sinfonia o ancora nella seconda variazione su un tema di Diabelli – o anche per un certo senso dell'armonia, così come mostrano le prime misure del secondo movimento della sonata per pianoforte n. 30, interamente armonizzata nello stile händeliano più puro.
Allo stesso modo è l'inesauribile vitalità che caratterizza la musica di Händel ad affascinare Beethoven, che può essere ritrovata anche nel fugato corale in «Freude, schöner Götterfunken», che segue il celebre «Seid umschlungen, Millionen», nel finale della nona sinfonia: il tema che appare qui, bilanciato da un forte ritmo ternario, è sostenuto da una vivacità tipicamente Händeliana, perfino nei suoi gravi contorni melodici. Un nuovo passo viene fatto con la Missa Solemnis, dove l'impronta delle grandi opere corali di Händel si fa sentire più che mai. Beethoven è così assorbito dall'universo del Messiah da ritrascrivere, nota per nota, uno dei più celebri motivi dell'Halleluja nel Gloria. In altre opere si ritrova il nervosismo che riveste i ritmi puntati di Händel perfettamente integrato allo stile di Beethoven, come nell'effervescente Große Fuge o ancora nel secondo movimento della sonata per pianoforte n. 32, dove questa influenza si vede poco a poco trasfigurata.
Lo studioso inglese di musica antica Basil Lam ha altresì notato come Beethoven, nel suo ultimo periodo, abbia accentuato in maniera esponenziale il proprio interesse sia per la musica rinascimentale che per quella medievale, arrivando ad integrare nelle opere conclusive alcuni procedimenti stilistici delle rispettive epoche dopo essere entrato in contatto con importanti trattati di teoria musicale. Nell'approfondire questo aspetto, Lam ha inizialmente preso in esame il terzo movimento del Quartetto n. 15, il cosiddetto Heiliger Dankgesang (Inno di ringraziamento alla Divinità di un convalescente, scritto in modo lidio), rimarcando come Beethoven sia riuscito a raggiungere nella sua personale fusione di elementi un risultato che trascende ogni categorizzazione e collocazione temporale e che rappresenta il culmine di un approccio compositivo "universale" iniziato secoli prima:
Nei quaderni di conversazione di Beethoven emergono dettagli molto significativi in merito alla sua impostazione nella scrittura della Missa Solemnis, che dimostrano il suo desiderio di volersi riallacciare alle tradizioni più antiche della musica sacra. È appurato che in quel periodo Beethoven "era profondamente interessato negli stili arcaici, ricordandosi nei suoi appunti di studiare il canto gregoriano dei monaci, ed includendo negli abbozzi dei quaderni temi tratti dalle messe di Palestrina e riarmonizzazioni di melodie gregoriane come Le lamentazioni di Geremia e Pange Lingua." Si sa inoltre che nel 1820, ormai impegnato nella lavorazione della messa, lesse integralmente gli influenti trattati rinascimentali Dodekachordon di Glareano, incentrato sulla spiegazione e l'utilizzo storico dei cosiddetti modi ecclesiastici, e le Istitutioni Harmoniche di Gioseffo Zarlino; quest'ultimo offre una descrizione specifica del modo musicale dorico, presentandolo come "donatore della pudicizia e preservatore della castità", in quanto collegato alla devozione verso la Vergine Maria radicata nella tradizione dei compositori medievali e in misura minore, anche rinascimentali (principalmente quelli appartenenti alla scuola franco-fiamminga). Proprio da questo argomento sarebbe scaturita la decisione di Beethoven di adottare questo modo nel Credo della messa, e più precisamente nella sezione del testo che recita Et incarnatus est de Spiritu Sancto ex Maria Virgine, con l'obiettivo di conferire alla composizione un'architettura sonora più contemplativa.

Lo stesso Beethoven menziona in una lettera la sua assoluta preferenza per lo stile a cappella (senza strumenti) di Giovanni Pierluigi da Palestrina, ma l'impossibilità nel poterlo imitare:
La sezione dell'Andante maestoso nel quarto movimento della nona sinfonia rivela anch'essa una struttura derivata dagli stilemi della monodia gregoriana: una salmodia di tipo antifonale (ovvero con i cori in alternanza) basata sulla sequenza primo versetto (coro maschile) — risposta (coro misto) — secondo versetto (coro maschile) — risposta (coro misto) — inno completo. L'impostazione del canto è principalmente sillabica e il modo adoperato da Beethoven è l'ipomisolidio, il quarto plagale nonché l'ottavo e ultimo dei modi ecclesiastici.
Il musicologo e saggista Maynard Solomon evidenzia perfino un singolare esempio di antichità classica nella fase conclusiva del periodo "eroico" dell'opera beethoveniana: l'impianto ritmico ed armonico della settima sinfonia è infatti modellato sulle unità metriche caratteristiche della prosodia della poesia greca e latina quali dattili e spondei. Secondo Solomon questo dimostra che per Beethoven "il classico non era mai stato ignorato o perduto nell'intento artistico, ma giaceva sotto la cenere, aspettando solo la forza di un atto creativo che lo risvegliasse e che mettesse in moto il suo potere di trasformazione". In questo senso la settima sinfonia diventa "una grandiosa metafora del ritmo delle stagioni, di vita e di morte, della mobilità temporale dei suoni e della vita che viene alla luce dopo l'oblio storico del mondo".

#### L'influenza kantiana
Il compositore aggiunse alla sua musica una formazione culturale di impronta illuministica, kantiana in particolare. Dal filosofo, Beethoven trasse la concezione dell'esistenza, nella coscienza individuale, di una legge morale, espressa nella forma dell'imperativo categorico. Egli mise allora il risultato della propria essenziale attività, la musica, al centro della morale, inserendovi valori ideali, arricchendola di una forza emotiva che esprimesse il movimento dei sentimenti e i conflitti interiori. Dallo stesso autore dei Fondamenti metafisici della scienza della natura annotò questo passo: «Nell'anima, come nel mondo fisico, agiscono due forze, egualmente grandi, ugualmente semplici, desunte da uno stesso principio generale: la forza di attrazione e quella di repulsione» che lo portarono a individuare per analogia il Widerstrebende Prinzip e il Bittende Prinzip, ossia il "principio di opposizione" e il "principio implorante", principi che nella sua opera divengono temi musicali in conflitto reciproco, il primo robustamente caratterizzato da energia ritmica e precisa determinazione tonale, l'altro piano, melodico e modulante.

#### Tematiche religiose nell'opera beethoveniana
Il ruolo svolto dalla religione nell'opera del compositore Ludwig van Beethoven è materia di discussione tra gli studiosi. Beethoven nacque, crebbe e morì cattolico e compose alcuni lavori sacri cattolici, tra cui la messa in do e la Missa Solemnis. I riferimenti lirici nella sua nona sinfonia sono sia deistici (Cherubino, Dio) sia pagano-mitologici (Elisio). È anche documentato che Beethoven non andava abitualmente in chiesa e che non avesse una buona opinione dei preti. Il suo maestro, Franz Joseph Haydn, disse di considerare Beethoven un ateo, mentre il suo amico e biografo Anton Felix Schindler riteneva che avesse una certa tendenza al deismo. Si sa anche che fu affascinato dal panteismo descritto da Goethe e da Schiller (come è evidente nella Nona Sinfonia). Di Goethe, Beethoven ha detto: «Egli è vivo, e vuole che tutti noi viviamo con lui. Questo è il motivo per cui può esser messo in musica».
La fede di Beethoven in Dio, sperimentato attraverso l'arte, è un tema ricorrente nei quaderni di conversazione, e la sua convinzione che l'arte è di per sé una forza, e che "Dio è più vicino a me che a molti altri che praticano la mia arte", lo guidò nella sua ricerca di redenzione attraverso la musica e dentro di essa. Questa visione sembra compatibile con il panteismo, ma il riferimento a un unico Dio, oltre alla convinzione di un destino buono per la sua vita, al di là delle prove (come emerge dal testamento di Heiligenstadt), la rende avvicinabile anche al cristianesimo. Quando Beethoven si trovava nel suo letto, a poche ore dalla morte, i suoi amici lo convinsero a permettere che un prete gli amministrasse gli ultimi riti; probabilmente protestò, ma alla fine acconsentì. Quando il prete, terminati i riti, stava lasciando la stanza, Beethoven disse: «Plaudite, amici, comoedia finita est» (applaudite, amici, la commedia è finita), ma non è chiaro se si riferisse ai riti o alla sua vita. Non è neanche certo che questo episodio sia accaduto davvero.
Si racconta inoltre che le sue ultime parole, «Non ancora! Ho bisogno di più tempo», furono dette indicando con la mano il cielo tempestoso. Beethoven si interessò anche all'Induismo. Come si legge nel sito A Tribute to Hinduism, «Il primo a fargli conoscere la letteratura indiana fu l'orientalista austriaco Joseph von Hammer-Purgstall (1774 – 1856), che fondò una rivista per la divulgazione della sapienza orientale in Europa nel gennaio 1809». I frammenti di testi religiosi indiani che sono stati scoperti nel diario di Beethoven Tagebuch sono in parte traduzioni e in parte adattamenti delle Upaniṣad e del Bhagavadgītā.

### Strumenti
Beethoven ebbe diversi pianoforti nel corso della sua vita di compositore. Le sue prime opere del periodo viennese furono scritte per fortepiano, strumento della fine del XVIII secolo che differiva dai pianoforti successivi in quanto meno sonoro, più lento nell’esecuzione e sprovvisto di pedali. Il 19 novembre 1796 Beethoven scrisse una lettera a Johann Andreas Streicher, il marito di Nannette Stein, costruttrice, con il padre, di pianoforti: «Ho ricevuto il tuo fortepiano l'altro ieri. È davvero meraviglioso, chiunque altro vorrebbe averlo per sé» Il musicista utilizzò il fortepiano di Stein durante un concerto tenuto a Bratislava. Uno dei primi pianoforti moderni da lui utilizzati fu proprio uno strumento prodotto dalla fabbrica di Johann Andreas Stein, costruttore tedesco di Augusta; si ritiene che un pianoforte Stein fosse stato donato al musicista dal conte Waldstein, uno dei suoi primi e assidui mecenati e dedicatario della sonata op. 53.
Come ricorda Carl Czerny, nel 1801 Beethoven aveva a casa sua un pianoforte realizzato da Anton Walter. Nel 1802 il compositore domandò al suo amico Nikolaus Zmeskall di chiedere a Walter di costruirgli un pianoforte provvisto di pedale una corda. Nel 1803 Beethoven ricevette in dono un pianoforte a coda Érard dallo stesso costruttore; ma, come ha scritto Newman: «Beethoven era scontento di questo strumento sin dall'inizio, in parte perché il compositore trovava la sua meccanica inglese incurabilmente pesante»
Altro pianoforte di Beethoven fu un Broadwood a sei ottave, un regalo di Thomas Broadwood del 1818; Beethoven lo tenne a casa sua a Schwarzspanierhaus fino alla sua morte nel 1827. Successivamente lo strumento entrò in possesso di Franz Liszt ed è ora nel Museo Liszt di Budapest.
L'ultimo strumento di Beethoven fu un pianoforte Graf a quattro corde di sei ottave e mezzo che ebbe in prestito dal costruttore nel 1826; Conrad Graf stesso ha confermato di averlo prestato a Beethoven e poi, dopo la morte del compositore, di averlo venduto alla famiglia Wimmer. Nel 1889 lo strumento è stato acquisito dalla Beethovenhaus di Bonn.

## Opere
La produzione di Beethoven, e specialmente quella sinfonica, seguì il criterio dell'assoluta qualità rispetto alla quantità, e ciò ne ha determinata l'esigua estensione, se rapportata a quella di compositori a lui precedenti: ad esempio, Haydn ha composto più di cento sinfonie, Mozart più di quaranta. Rispetto a questi, Beethoven non è stato altrettanto prolifico, componendo solo nove sinfonie e lasciando alcuni abbozzi per una decima sinfonia mai realizzata; tra l'altro, tra l'ottava e la nona sinfonia passarono quasi dodici anni, circa il triplo del tempo occorso a Haydn per comporre le sole sinfonie londinesi. A riprova di questa considerazione basta prendere in esame l'intera produzione compositiva di Beethoven raffrontandola a quelle di altri compositori: ad esempio, la produzione complessiva di Mozart consta di oltre seicento opere (il Catalogo Köchel giunge fino all'opera K 626), il Catalogo Hoboken di Haydn ne conta oltre 750, Johann Sebastian Bach superò abbondantemente le mille composizioni anche solo contando quelle conservate; dal canto suo Beethoven, seppur vissuto oltre vent'anni più di Mozart e solo una dozzina d'anni meno di Bach, ha lasciato un catalogo di opere che arriva fino al numero 138 (Catalogo Kinsky/Halm).
Al di là della produzione sinfonica, Beethoven si cimentò nelle ouvertures, nelle romanze e in varie tipologie di musica orchestrale, come minuetti e danze; compose sette concerti e numerose cadenze per concerti propri e altrui, scrisse musica per banda e sperimentò l'inclusione dei cori nella musica orchestrale, prima con la Fantasia corale op. 80, poi con il celeberrimo finale della Sinfonia n. 9. A lato Beethoven, prodigioso pianista sin da bambino, compose e pubblicò numerose sonate, variazioni e musica varia per pianoforte, oltre a musica da camera, un oratorio, due messe e un'opera lirica.

### Cataloghi

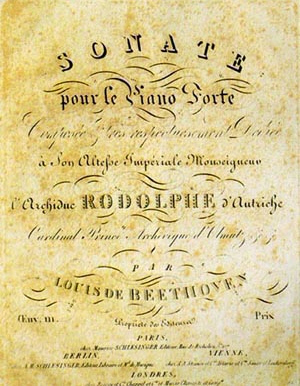
Frontespizio originale con dedica della prima edizione dello spartito della sonata per pianoforte n. 32 opus 111

Le opere di Beethoven sono conosciute sotto varie designazioni:
- con il numero di Opus che il compositore stesso ha assegnato alle sue opere (dall'op. 1 all'op. 138);
- con il numero di catalogo assegnato a posteriori dai musicologi alle opere senza numero, il cosiddetto WoO (Werke ohne Opuszahl, dal WoO 1 al WoO 205);
- con il numero di catalogo assegnato come appendice (Anhang, contratto nella sigla Anh) per quei lavori dubbi o erroneamente attribuiti al compositore (dall'Anh 2 all'Anh 6 restano ancora da attribuire, mentre l'Anh 1 e dall'Anh 7 all'Anh 18 sono opere non scritte da Beethoven e a lui erroneamente attribuite);
- con il numero assegnato alle opere non comprese nella vecchia edizione completa ottocentesca (la Gesamtausgabe della Breitkopf & Härtel), e a opere incompiute, trascrizioni, abbozzi continuativi, principalmente nei cataloghi di Willy Hess (Catalogo Hess, 1957) e di Giovanni Biamonti (Catalogo Biamonti, 1968).

Altri musicologi hanno inoltre catalogato l'opera di Beethoven:
- Gustav Nottebohm (1851-1868)
- Adolf Bernhard Marx (1859, in ordine cronologico)
- Alexander Wheelock Thayer (1865)
- Sir George Groove (1911, che ha seguito i numeri di opus fino al 138 e poi ha aggiunto i WoO numerandoli fino al 256)
- Antonio Bruers (1950, ha ampliato i WoO di Groove arrivando fino al 350)
- Georg Kinsky e Hans Halm (Catalogo Kinsky/Halm, 1955).

### Musica orchestrale

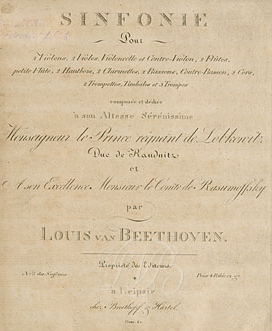
Copertina di un'edizione originale della quinta sinfonia

Le nove sinfonie di Beethoven quindi, pur non essendo molte, hanno però ognuna una propria forza distintiva e nel loro insieme formano un corpus di opere dalla forza espressiva difficilmente eguagliabile. È cosa nota che, curiosamente, diversi compositori succeduti a Beethoven, romantici o post-romantici, abbiano completato l'insieme delle proprie sinfonie fermandosi alla nona; a seguito di questi avvenimenti è nato il mito della "maledizione della nona", che avrebbe investito compositori come Bruckner, Dvořák, Mahler, Schubert, ma anche Ralph Vaughan Williams.
Le prime due sinfonie di Beethoven sono d'ispirazione e d'impostazione classica. Diversamente da queste prime due, La terza sinfonia, detta «Eroica», segnerà invece un grande cambiamento nella composizione sinfonica. L'Eroica si caratterizza per l'ampiezza dei suoi movimenti e per l'orchestrazione. Il primo movimento era già da solo più lungo delle maggior parte delle sinfonie intere scritte fino a quel momento. Quest'opera monumentale, in partenza scritta per Napoleone, prima che fosse incoronato imperatore, ci mostra un Beethoven simile a un grande "architetto musicale" e rimarrà come esempio per il Romanticismo musicale. Nell'intenzione dell'autore l'opera non è semplicemente il ritratto di Napoleone o di un qualsivoglia eroe, ma in essa Beethoven voleva rappresentare l'immortalità delle gesta compiute dai grandi uomini; questi suoi pensieri ci sono giunti dalle lettere scritte di suo pugno.
Vengono poi la quinta sinfonia e la sesta sinfonia. Della quinta è noto il suo famoso motivo a quattro note, spesso detto «del destino» (il compositore avrebbe detto, parlando di questo celebre tema, che rappresenta «il destino che bussa alla porta») utilizzato ripetutamente con variazioni in quasi tutta la sinfonia. La sesta sinfonia detta «Pastorale» evoca perfettamente l'idea della natura di Beethoven. Ha un carattere quasi impressionistico: oltre a momenti sereni e trasognati, la sinfonia possiede un movimento in cui la musica cerca di rappresentare una tempesta. La settima sinfonia è caratterizzata dal suo aspetto gioioso e dal ritmo frenetico del suo finale, per questo giudicata da Richard Wagner come «apoteosi della danza».
La sinfonia successiva, brillante e spirituale, ritorna a una forma più classica. Infine, la nona sinfonia è l'ultima sinfonia compiuta. Lunga più di un'ora, è una sinfonia corale in quattro movimenti. All'ultimo movimento Beethoven aggiunge un coro e un quartetto vocale che cantano l'Inno alla gioia, dall'ode omonima (An die Freude) di Friedrich Schiller. Quest'opera richiama all'amore e alla fratellanza tra tutti gli uomini e fa ora parte del patrimonio mondiale dell'UNESCO. L'Inno alla gioia è inoltre stato scelto come inno ufficiale dell'Unione europea.

#### Sinfonie
- Sinfonia n. 1 in Do maggiore, op. 21 (1800)
- Sinfonia n. 2 in Re maggiore, op. 36 (1802)
- Sinfonia n. 3 in Mi bemolle maggiore, op. 55 "Eroica" [1804)
- Sinfonia n. 4 in Si bemolle maggiore, op. 60 (1806)
- Sinfonia n. 5 in Do minore, op. 67 [1808)
- Sinfonia n. 6 in Fa maggiore, op. 68 "Pastorale" (1808)
- Sinfonia n. 7 in La maggiore, op. 92 (1812)
- Sinfonia n. 8 in Fa maggiore, op. 93 (1813)
- Sinfonia n. 9 in Re minore, op. 125 "Corale" (1824)

#### Balletti
- Musik zum einem Ritterballett (8 pezzi) anche con versione per pianoforte WoO 1 (1790-91)
- Die Geschöpfe des Prometheus (balletto di Salvatore Viganò, Ouverture, Introduzione e 16 pezzi) op. 43 anche con versione per pianoforte (1800-01)

#### Ouverture
- Ouverture Die Geschöpfe des Prometheus (Le creature di Prometeo), op. 43 (1801)
- Ouverture Leonore II (I vers.), op. 72a (1805)
- Ouverture Leonore III (II vers.), op. 72b (1806)
- Ouverture Leonore I (III vers.), op. 138 (1807)
- Ouverture Coriolan (Coriolano), op. 62 (1807)
- Ouverture Egmont (1810)
- Ouverture Die Ruinen von Athen (Le rovine di Atene), op. 113 (1811)
- Ouverture König Stephan (Re Stefano), op. 117 (1811)
- Ouverture Fidelio, op. 72 (1814)
- Ouverture Zur Namensfeier (Per l'onomastico), op. 115 (1815)
- Ouverture Die Weihe des Hauses (La consacrazione della casa), op. 124 (1822)

#### Composizioni varie per orchestra
- Rondò in Si bemolle maggiore per pianoforte e orchestra, WoO 6 (1793)
- Romanza per violino n. 1, op. 40, in Sol maggiore (1802)
- Romanza per violino n. 2, op. 50, in Fa maggiore (1802)
- Fantasia per pianoforte, soli, coro e orchestra, op. 80 (1808)
- La vittoria di Wellington, op. 91, in Mi bemolle maggiore (1813)
- 12 minuetti WoO 7 (1795)
- 12 danze tedesche WoO 8 (1795)
- 6 minuetti WoO 9 (1795?) (autenticità non pienamente confermata)
- 12 minuetti WoO 12 (1799) (spuri, in realtà di Carl van Beethoven)
- 12 contraddanze WoO 14 (1800-02)
- 6 Ländlerische Tänze WoO 15 (1802)
- Marcia trionfale in Do maggiore per Tarpeja di Christoph Kuffner WoO 2a (1813)
- Intermezzo in Re maggiore per il secondo atto di Leonore WoO 2b (1805)
- 12 scozzesi WoO 16 (1806) (fraudolenti)
- 11 Mödlinger Tänze WoO 17 (1819) (probabilmente spurie)
- Gratulations-Menuett WoO 3 (1822)

#### Composizioni per banda
- Marcia militare in Fa maggiore WoO 18, 3 versioni:
  - (1 ver.) Marcia per la Guardia Nazionale Boema (1809)
  - (2 ver.) n. 1 delle Due marce per il carosello dell'imperatrice Maria Ludovica (1810)
  - (3 ver.) Ritirata n. 1, con piccolo trio in Si bemolle maggiore (1822)
- Marcia militare in Fa maggiore WoO 19, 3 versioni:
  - (1 ver.) Marcia per l'arciduca Antonio (1810)
  - (2 ver.) n. 2 delle Due marce per il carosello dell'imperatrice Maria Ludovica (1810)
  - (3 ver.) Ritirata n. 3, con piccolo trio in Fa minore (1822)
- Ritirata n. 2 in Do maggiore WoO 20 (1810)
- Polonaise in Re maggiore WoO 21 (1810)
- Scozzese in Re maggiore WoO 22 (1810)
- Scozzese in Sol maggiore WoO 23 (circa 1810) (perduta, ma ne rimane una versione per pianoforte)
- Marsch zur grossen Watchparade in Re maggiore WoO 24 (1816)

#### Concerti per strumento solista e orchestra
- Concerto n. 1 in Do maggiore, op. 15 (1798)
- Concerto n. 2 in Si bemolle maggiore, op. 19 (1795, 1 vers. perduta) (1798, 2ª vers.)
- Concerto n. 3 in Do minore, op. 37 (1802)
- Concerto n. 4 in Sol maggiore, op. 58 (1806)
- Concerto n. 5 in Mi bemolle maggiore, op. 73 "Imperatore" (1809)
- Triplo concerto per pianoforte, violino, violoncello e orchestra in Do maggiore, op. 56 (1804)
- Concerto per violino e orchestra in Re maggiore, op. 61 (1806) anche trascrizione per pianoforte

#### Cadenze
- 2 cadenze per il Concerto per pianoforte e orchestra in Re minore K.466 di W.A.Mozart (I e III mov.) (WoO 58) (1802-05)
- 3 cadenze per il Concerto n. 1 op. 15 per pianoforte e orchestra (per il I mov.) (1807-09)
- Cadenza per il Concerto n. 2 op. 19 per pianoforte e orchestra (circa 1809)
- Cadenza per il Concerto n. 3 op. 37 per pianoforte e orchestra (circa 1809)
- 3 cadenze per il Concerto n. 4 op. 58 per pianoforte e orchestra (2 per il I mov. e 1 per il III mov.) (circa 1809)
- 2 cadenze per il Concerto per violino nella versione col pianoforte op. 61 (per il I mov. e il III mov.) (circa 1809)
- altre 2 cadenze per il Concerto per violino nella versione col pianoforte op. 61 (transizione al III, e III mov.) (circa 1809)
- altre 3 cadenze per il Concerto n. 4 op. 58 per pianoforte e orchestra (per il I mov., transizione al III, e III mov.) (circa 1809)

### Musica per pianoforte

#### Sonate
Beethoven fu uno dei più importanti compositori per il pianoforte; al di là della qualità delle sue sonate, la sua scrittura prende origine dai modelli mozartiani e haydniani per poi elaborare una forma originale di grande libertà creativa. Il compositore si interessò attentamente, nel corso della sua esistenza, a tutti gli sviluppi tecnici dello strumento al fine di sfruttarne tutte le possibilità.
Beethoven ha pubblicato trentadue sonate per pianoforte; a queste bisognerebbe aggiungere la sonata incompleta woO 51, le tre sonate WoO 47, composte probabilmente nel 1783 e dette sonate all'elettore (Kurfürstensonaten) in quanto dedicate al principe elettore Maximilian Friedrich von Königsegg-Rothenfels. Per quanto riguarda le trentadue sonate con numero d'opera, la loro composizione avviene nell'arco di circa vent'anni. Questo corpus compositivo, in modo più evidente rispetto alle sinfonie, evidenzia l'evoluzione dello stile del compositore nel corso degli anni. Le sonate nel corso degli anni si affrancano sempre più dai dettami classici previsti dalla forma sonata; gradualmente le composizioni guadagnano sempre più libertà di scrittura e diventano sempre più complesse.
Si possono citare fra le più celebri l'Appassionata e la Waldstein (1804) o Gli addii (1810). Nella celebre Hammerklavier (1819), lunghezza e difficoltà tecniche raggiungono livelli del tutto inusitati. Essa fa parte delle cinque ultime sonate, nelle quali l'autore utilizza per i movimenti conclusivi tipologie più consone al quartetto d'archi che alla sonata per piano come la fuga (finale op. 101, 106 e 110) e la variazione (finale op. 109 e 111); in questi ultimi due brani, in particolare, al dinamismo tipico del periodo "eroico" subentra una calma estatica e apparentemente atemporale.
- 2 sonatine (prob. di Beethoven) in Sol e Fa (Anh. 5)
- 3 sonate in Mi bemolle, in fa e in Re (WoO 47) (1782-83)
- Sonatina in Fa (allegro e allegretto) (WoO 50) (1788-90)
- Sonata Facile in Do (allegro e adagio) quest'ultimo terminato da Ferdinand Ries (WoO 51) (1791-92)
- 3 sonate op. 2 (n. 1 in Fa minore, n. 2 in La maggiore, n. 3 in Do maggiore) (1795)
- Sonata n. 4 in Mi bemolle maggiore, op. 7 (1797)
- 3 sonate op. 10 (n. 5 in Do minore op. 10,1, n. 6 in Fa maggiore op. 10,2, n. 7 in Re maggiore op. 10,3) (1798)
- Sonata n. 8 in Do minore op. 13 "Patetica" (1799)
- 2 sonate op. 14 (n. 9 in Mi maggiore op. 14, 1, n. 10 in Sol maggiore op. 14,2 (1799)
- Sonata n. 11 in Si bemolle maggiore op. 22 (1800)
- Sonata n. 12 in La bemolle maggiore op. 26 (1801)[N 20]
- 2 sonate op. 27 (n. 13 in Mi bemolle maggiore op. 27, 1[N 21], n. 14 in Do diesis minore op. 27,2 "Chiaro di luna"[N 21]) (1801)
- Sonata n. 15 in Re maggiore op. 28 "Pastorale"[N 22] (1801)
- 3 sonate op. 31 (n. 16 in Sol maggiore op. 31,1, n. 17 in Re minore op. 31,2 "la Tempesta", n. 18 op. 31,3 in Mi bemolle maggiore "la caccia" (1802)
- 2 sonate[N 23] op. 49 (n. 19 in Sol minore op. 49,1, n. 20 in Sol maggiore op. 49,2 (1798)
- Sonata n. 21 in Do maggiore op. 53 "Aurora" (1803)
- Sonata n. 22 in Fa maggiore op. 54 (1804)
- Sonata n. 23 in Fa minore op. 57 "Appassionata" (1805)
- Sonata n. 24 in Fa diesis maggiore op. 78 (1809)
- Sonata n. 25 in Sol maggiore op. 79 (1808)
- Sonata n. 26 in Mi bemolle maggiore op. 81a "gli Addii" (1810)
- Sonata n. 27 in Mi minore op. 90 (1814)
- Sonata n. 28 in La maggiore op. 101 (1816)
- Sonata n. 29 in Si bemolle maggiore op. 106 "Hammerklavier" (1818)
- Sonata n. 30 in Mi maggiore op. 109 (1820)
- Sonata n. 31 in La bemolle maggiore op. 110 (1821)
- Sonata n. 32 in Do minore op. 111 (1822)

#### Variazioni
Beethoven scrisse otto serie di variazioni per pianoforte di varia importanza, di cui quattro furono pubblicate: 6 variazioni su di un tema originale in Fa maggiore op. 34 (variazioni su Le rovine di Atene), le 15 variazioni e fuga sul tema di un movimento dell'op. 43 (utilizzato e rielaborato nel finale dell'Eroica) in Mi bemolle maggiore, op. 35, le 6 variazioni su di un tema originale in Re maggiore op. 76 e le variazioni Diabelli. Nel 1822, l'editore e compositore Anton Diabelli ebbe l'idea di pubblicare una raccolta di variazioni di alcuni dei compositori maggiori della sua epoca intorno ad un tema musicale di sua composizione. Beethoven, che non aveva scritto per piano da tempo, sollecitato, stette al gioco, e invece di scrivere una variazione, ne scrisse trentatré, che furono pubblicate in un fascicolo a parte e oggi sono conosciute come variazioni Diabelli.
- 9 variazioni su una marcia di Ernst Christoph Dressler, WoO 63 (1782);
- 6 variazioni, in Fa maggiore, per pianoforte od arpa su un canto svizzero, WoO 64 (1793);
- 24 variazioni, in Re maggiore, per pianoforte sul tema "Venni Amore" di Vincenzo Righini WoO 65;
- 13 variazioni, in La maggiore, per pianoforte sul tema "Es war einmal ein alter Mann" di Ditters von Dittersdorf WoO 66;
- 12 variazioni, in Do maggiore, per pianoforte sul tema del "Menuett à la Vigano" di J. Haibel WoO 68;
- 9 variazioni, in La maggiore, sul duetto "Quant'è bello" di Giovanni Paisiello WoO 69;
- 6 variazioni, in Sol maggiore, sul duetto "Nel cor più non mi sento" dall'opera La molinara di Giovanni Paisiello WoO 70 (1795);
- 12 variazioni, in La maggiore, su una danza russa di Paul Wranitzky WoO 71;
- 8 variazioni, in Do maggiore, sul tema de "Une fièvre brûlante" di André Grétry WoO 72;
- 10 variazioni, in Si bemolle maggiore, sul tema de "La stessa, la stessissima " di Antonio Salieri WoO 73;
- 7 variazioni, in Fa maggiore, sul tema "Kind willst du ruhig schlafen" di Peter Winter WoO 75;
- 8 variazioni, in Fa maggiore, sul tema "Tandeln und Scherzen" di Franz Süssmayr WoO 76;
- 6 variazioni, in Sol maggiore, su tema originale WoO 77;
- 6 variazioni sopra un tema originale in Fa maggiore op. 34 (1802);
- 15 variazioni e una fuga in Mi bemolle maggiore op. 35 «Eroica» (1802);
- 7 variazioni sopra God Save the King in Do maggiore WoO 78 (1803);
- 5 variazioni sopra Rule, Britannia! in Re maggiore WoO 79 (1803);
- Variazioni in Mi bemolle maggiore op. 44 (1804) le altre 12 sono con violino e violoncello;
- 32 variazioni sopra un tema originale in Do minore WoO 80 (1806);
- 6 variazioni, in Re maggiore, su tema originale op. 76;
- 33 variazioni sopra un valzer di Diabelli in Do maggiore op. 120 (1823);
- 8 variazioni, in Si bemolle maggiore, sul tema "Ich hab' ein Kleines nur" Anh. 10;

#### Varia per pianoforte
- Praeludium in Fa minore (completamente rielaborato nel ?1803) WoO 55 (1787);
- Kaplied di Ch. F. D. Schubart riduzione per pianoforte di Beethoven, Do maggiore e Do minore WoO 54 (1790);
- 2 esercizi (Do maggiore e Si bemolle maggiore) (1792-93);
- Andante in Do maggiore (1792-93);
- Minuetto in Fa maggiore (circa 1794);
- Drei kleine Nachahmungssätze (Fa maggiore; Fa maggiore; Do maggiore)(circa 1794);
- Fuga a 3 voci in Do maggiore (circa 1794);
- Minuetto in Do maggiore (1794-95);
- Rondò e capriccio in Sol maggiore "alla ungherese" op. 129 (1795-98);
- 6 minuetti (versione per orchestra perduta) riduzione per pianoforte WoO 10 (circa 1795);
- Rondò in Do maggiore op. 51 n. 1 (1796-97);
- Allegretto in Do minore (circa 1797);
- Bagatella in Do minore (destinata alla Sonata op. 10 n. 1) (1797);
- Allegretto in Do minore (in 2 versioni) WoO 53 (1796-98);
- 7 Ländlerische Tänze (versione per 2 violini e violoncello perduta) riduzione per pianoforte WoO 11 (1797-98);
- Allemanda in La maggiore WoO 81 (circa 1800);
- Anglaise in Re maggiore (circa 1800);
- 12 danze tedesche (versione per orchestra perduta) riduzione per pianoforte WoO 13 (circa 1800)
- Rondò in Sol maggiore op. 51 n. 2 (1798-1800);
- 2 bagatelle in Do maggiore e Mi bemolle maggiore (1800);
- Canone a 2 voci in Sol maggiore (1802-03);
- Sette bagatelle, op. 33 (1802);
- Walzer (Ländler) in Do minore (1803);
- Canone a 2 voci in La bemolle maggiore (circa 1803);
- Minuetto in Mi bemolle maggiore WoO 82 (1803);
- Tema con variazione (incompleta) in La maggiore (1803);
- Andante in Fa maggiore (Andante Favori, originariamente movimento centrale della sonata op. 53) WoO 57 (1803-1804);
- Bagatella in Do maggiore "n. 5" WoO 56 (1804);
- 6 Scozzesi WoO 83 (1806);
- Fantasia in Sol minore op. 77 (1809);
- Bagatella «Per Elisa», in La minore, WoO 59 (1810);
- 2 Deutsche (Fa maggiore e Fa minore) (1811-12);
- Polonaise in Do maggiore op. 89 (1814);
- O Hoffnung, tema per variazioni scritto per l'arciduca Rodolfo (1818);
- Klavierstück in Si bemolle maggiore WoO 60 (1818);
- Kleines Konzertfinale, dal Presto del finale del concerto in Do minore op. 37 (1820);
- Klavierstück (allegretto) in Si minore WoO 61 (1821);
- 11 bagatelle, op. 119 (1822);
- Bagatella in Do maggiore (1824);
- Sei bagatelle, op. 126 (1824);
- Walzer in Mi bemolle maggiore WoO 84 (1824);
- Klavierstück (bagatella) in Sol minore WoO 61a (1825);
- Walzer in Re maggiore WoO 85 (1825);
- Scozzese in Mi bemolle maggiore WoO 86a (1825);

#### Composizioni per pianoforte a 4 mani
- 8 variazioni in Do maggiore su un tema del conte Waldstein WoO 67 (1791-1792);
- Sonata in Re maggiore op. 6 (1796-1797);
- Lied (Ich denke dein) con 6 Variazioni in Re maggiore WoO 74 (1799-1804);
- 3 marce (Do maggiore; Mi bemolle maggiore; Re maggiore) op. 45 (1802-03);
- Fuga in Si bemolle maggiore (trascrizione della fuga per quartetto d'archi op. 133) op. 134 (1826);

### Musica da camera

#### Quartetti per archi
- 6 quartetti per archi op. 18 (in Fa maggiore, Sol maggiore, Re maggiore, Do minore, La maggiore, Si bemolle maggiore) (1798-1800)
- 3 quartetti per archi op. 59 "Razumovsky" (in Fa maggiore, Mi minore, Do maggiore) (1806)
- Quartetto per archi in Mi bemolle maggiore op. 74 "delle Arpe" (1809)
- Quartetto per archi in Fa minore op. 95 "Serioso" (1810)
- Quartetto per archi in Mi bemolle maggiore op. 127 (1824)
- Quartetto per archi in Si bemolle maggiore op. 130 (1825)
- Quartetto per archi in Do diesis minore op. 131 (1826)
- Quartetto per archi in La minore op. 132 (1825)
- Quartetto per archi in Fa maggiore op. 135 (1826)
- Grande fuga in Si bemolle maggiore op. 133 per quartetto per archi (1825)
- Minuetto e trio in La bemolle maggiore (Hess 33) (circa 1794)
- Preludio e fuga in Fa maggiore (Hess 30) (circa 1794-95)
- Preludio e fuga in Do maggiore (Hess 31) (circa 1794-95)
- Preludio in Re minore frammento (Hess 245) (circa 1794-95)
- Fuga dall'ouverture di Solomon di Händel (arrangiamento per quartetto d'archi) (Hess 36) (circa 1798)
- Quartetto in Fa maggiore (trascrizione della Sonata op. 14 n. 1 per pianoforte) (Hess 34) (1801-02)
- Trascrizione della fuga in Si minore del I libro del Clavicembalo ben temperato di J.S.Bach per quartetto d'archi, frammento (Hess 35) (1817)

#### Quintetti per archi
- Quintetto d'archi in Mi bemolle maggiore op. 4 (1796)
- Quintetto d'archi in Do maggiore op. 29 (1801)
- Quintetto d'archi in Do minore op. 104 (1817)
- Quintetto in Re minore Frammento (Adagio e Allegro, Preludio e fuga) (Hess 40) (1817)
- Trascrizione della fuga in Si minore del I libro del Clavicembalo ben temperato di J.S.Bach per 2 vni. vla e 2 vlc. (Hess 38) (1801-02)
- Fuga in Re maggiore op. 137

#### Altre composizioni per strumento ad arco
- Trio d'archi in Mi bemolle maggiore op. 3 (1792)
- Serenata in Re maggiore per violino, viola e violoncello op. 8 (1796-97)
- 3 trii d'archi op. 9 (in Sol maggiore, Re maggiore e Do minore) (1798)
- altro Trio per lo Scherzo per op. 9 n. 1 (Hess 28) (1798-1800)
- Duo in Mi bemolle maggiore per violino e violoncello, frammento (Unv. 8) (1786-99)
- Preludio e fuga in Mi minore per 2 violini e violoncello (Hess 29) (circa 1794-95)
- Duetto in Mi bemolle maggiore per viola e violoncello 2 mov. il secondo è frammentario (WoO 32) (1795-98)
- Keines Stück (Allegro) in La maggiore per 2 violini in canone (WoO 34) (1822)
- Keines Stück (Allegro) in La maggiore per 2 violini in canone (WoO 35) (1825)

#### Composizioni per violino e pianoforte
A fianco dei quartetti, Beethoven scrisse delle sonate per violino e pianoforte, le prime delle quali sono retaggio immediato di Mozart, mentre le ultime se ne discostano per apparire in puro stile beethoveniano: specialmente la Sonata a Kreutzer, quasi un concerto per pianoforte e violino. L'ultima sonata della serie (la Sonata per violino n. 10) riveste un carattere più introspettivo delle precedenti, prefigurando in tal senso gli ultimi quartetti d'archi.
- 3 sonate op. 12 (in Re maggiore, La maggiore e Mi bemolle maggiore) (1798)
- Sonata in La minore op. 23 (1801)
- Sonata in Fa maggiore op. 24 "la Primavera" (1801)
- 3 sonate op. 30 (In La maggiore, Do minore e Sol maggiore) (1802)
- Sonata per pianoforte e violino n. 9 op. 47 "A Kreutzer" (1803)
- Sonata in Sol maggiore op. 96 (1812)
- Sonata in La maggiore, frammento (Hess 46) (1783)
- 12 variazioni in Fa maggiore sopra "Se vuol ballare..." da "Le nozze di Figaro" di W.A.Mozart (WoO 40) (1792-93)
- Rondò in Sol maggiore (WoO 41) (1793-94)
- 6 Allemande (WoO 42) (1795-96)

#### Composizioni per violoncello e pianoforte
- Due sonate op. 5 (in Fa maggiore e Sol minore) (1796)
- Sonata in La maggiore op. 69 (1808)
- Due sonate op. 102 (in Do maggiore e Re maggiore) (1815)
- 12 variazioni in Sol maggiore sopra un tema da "Giuda Maccabeo" di G.F.Handel (WoO 45) (1796)
- 12 variazioni in Fa maggiore sopra "Ein Mädchen oder Weibchen" da "Il flauto magico" di W.A.Mozart op. 66 (1798)
- 7 variazioni in Mi bemolle maggiore sopra "Bei Mändern, welche Liebe fühlen" da "Il flauto magico" di W.A.Mozart (WoO 46) (1801)

#### Composizioni per mandolino e clavicembalo
- Sonatina (adagio) in Do minore per mandolino e clavicembalo (WoO 43 n. 1) (1796)[62]
- Adagio in Mi bemolle maggiore per mandolino e clavicembalo (2 versioni) (WoO 43 n. 2 e Hess 44) (1796)
- Sonatina (allegro) in Do maggiore per mandolino e clavicembalo (WoO 44 n. 1) (1796)
- Andante con variazioni in Re maggiore per mandolino e clavicembalo (WoO 44 n. 2) (1796)

#### Trii per pianoforte, violino e violoncello
- 3 trii op. 1 (in Mi bemolle maggiore, in Sol maggiore e Do minore) (1794)
- 2 trii op. 70 (in Re maggiore "degli Spettri" e in Mi bemolle maggiore) (1808)
- Trio per pianoforte e archi in Si bemolle maggiore op. 97 "Arciduca" (1811)
- Trio in Mi bemolle maggiore, frammento (solo I mov. e 13 mis. del II) (1783)
- Trio in Mi bemolle maggiore (WoO 38) (1790-91)
- 14 variazioni su un tema originale in Mi bemolle maggiore op. 44 (circa 1800)
- Trio in Re maggiore (Trascrizione dalla Seconda Sinfonia) (Biamonti 425) (1805)
- Trio in Si bemolle maggiore, I mov.(WoO 39)
- 10 variazioni in Sol minore sul Lied "Ich bin der Schneider Kakadu" dall'opera "Die Schwestern von Prag" di Wenzel Müller op. 121a (1816?)
- Elaborazione del Trio per archi op. 3 (Hess 47) (solo il I mov. e frammento del II mov. 43 misure) (circa 1816-17)
- Allegretto in Mi bemolle maggiore (Hess 48)

#### Composizioni per pianoforte e strumenti a fiato
- Sonata per flauto e pianoforte in Si bemolle maggiore (opera dubbia) (Anh. 4)
- Sonata per corno e pianoforte in Fa maggiore op. 17 (1800)
- Trio per pianoforte, flauto e fagotto in Sol maggiore (WoO 37) (1786-90)
- Trio per pianoforte, clarinetto (o violino) e violoncello in Si bemolle maggiore op. 11 (1797-98)
- Quintetto in Mi bemolle maggiore per pianoforte, oboe, clarinetto, corno e fagotto op. 16 (1794-97)
- Trio per pianoforte, clarinetto (o violino) e violoncello in Mi bemolle maggiore op. 38 (dal Settimino op. 20) (1802-03)
- Serenata in Re maggiore per flauto (o violino) e pianoforte op. 41 (elaborazione della serenata op. 25, non di Beethoven ma da lui corretta) (1803)
- 6 temi variati per flauto (o violino) e pianoforte op. 105 (1817-18)
- 10 temi variati per flauto (o violino) e pianoforte op. 107 (1817-18)

#### Composizioni per strumenti a fiato
- Duetto per 2 flauti in Sol maggiore (WoO 26) (1792)
- 3 duetti per clarinetto e fagotto (WoO 27) (1792) (dubbi)
- Ottetto in Mi bemolle maggiore per 2 ob., 2 cl., 2 cor.,e 2 fag. op. 103 (1792)
- Rondino in Mi bemolle maggiore per 2 ob., 2 cl., 2 cor.,e 2 fag. (WoO 25) (1792)
- Trio in Do maggiore per 2 oboi e corno inglese op. 87 (1794 opp. 1797)
- Quintetto in Mi bemolle maggiore per oboe, 3 corni e fagotto (Hess 19) (incompiuto) (1796)
- Sestetto in Mi bemolle maggiore per 2 cl., 2 cor. e 2 fag. op. 71 (1796)
- 8 variazioni in Do maggiore su "La ci darem la mano" dal "Don Giovanni" di W.A. Mozart per 2 ob. e oboe in Fa (WoO 28) (1796-97)
- Marcia in Si bemolle maggiore per 2 cl., 2 cor., e 2 fag. (WoO 29) (1797-98) ne esiste una versione per pianoforte
- 3 equali per 4 tromboni (WoO 30) (1812) il I e il II furono eseguiti al funerale di Beethoven adattandolo a 4 voci maschili su testo del miserere
- Adagio in Mi bemolle maggiore per 3 corni (Hess 297) (1815)

#### Composizioni da camera di vario genere
- Fuga in Re maggiore per organo (WoO 31) (1783)
- 3 quartetti per pianoforte, violino, viola e violoncello (Mi bemolle maggiore; Re maggiore; Do maggiore) (WoO 36) (1785)
- Sestetto in Mi bemolle maggiore per 2 corni e quartetto d'archi op. 81b (1794-95)
- Serenata in Re maggiore per flauto, violino e viola op. 25 (1795-96)
- "Quintetto" (seconda versione per Quartetto) in Mi bemolle maggiore per pianoforte, violino, viola e violoncello op. 16 (1796-97)
- Settimino per clarinetto, corno, fagotto, violino, viola, violoncello e contrabbasso in Mi bemolle maggiore op. 20 (1800)
- Notturno in Re maggiore per viola e pianoforte op. 42 (elaborazione della serenata op. 8, non di Beethoven ma da lui corretta) (1804)

#### Composizioni per strumento meccanico
- 5 pezzi per Spieluhr (WoO 33):
  - 1) Adagio in Fa maggiore (1799)
  - 2) Scherzo in Sol maggiore (1799-1800)
  - 3) Allegro in Sol maggiore (circa 1799?)
  - 4) Allegro in Do maggiore (1794?)
  - 5) Allegretto in Do maggiore (1794?)
- Marcia dei granatieri in Fa maggiore per Spieluhr (Hess 107) (le prime 20 misure di Joseph Haydn) (1819)

### Musica vocale

#### Opera lirica
Beethoven è l'autore di un'unica opera, il Fidelio, composizione alla quale terrà particolarmente e forse quella che più di ogni altra gli costò sforzi. In effetti quest'opera è costruita sulla base di un primo tentativo che ha per titolo Leonore, opera che non riscosse molto successo nel pubblico. Ne rimangono comunque le tre versioni d'ouverture di Leonore, essendo spesso la terza interpretata prima del finale di Fidelio.
L’opera è anche oggetto di grande interesse da parte dei critici, oltre per la partitura, anche per essere stata la rivelazione fondamentale nella vita del più grande ammiratore di Beethoven, Richard Wagner, il quale raccontò nella sua biografia di aver compreso che sarebbe divenuto compositore dopo averla ascoltata, lasciando la vocazione di scrittore in secondo piano.
- Fidelio, op. 72 (3 versioni) (1805-1814)

#### Oratorio
- Cristo sul Monte degli Ulivi, op. 85 (1801)

#### Messe
- Messa in Do maggiore, op. 86 (1807)
- Missa Solemnis, in Re maggiore, op. 123 (1818-1822)

#### Musiche di scena
- 2 arie per il singspiel "Die schöne Schusterin" per tenore e soprano di Ignaz Umlauf WoO 91 (1796)
- Egmont (per il dramma omonimo di Goethe) ouverture e 9 pezzi per soprano op. 84 (1809-10)
- Le rovine di Atene (testo di August von Kotzebue) ouverture e 8 pezzi per soprano, basso e coro op. 113 (1811-12)
- Re Stefano, primo benefattore dell'Ungheria (testo di August von Kotzebue) ouverture e 9 pezzi per coro op. 117 (1811)
- Germania's Wiedergeburt (la rinascita della Germania) per Die gute Nachricht di G.F.Treitschke per basso e coro WoO 94 (1814)
- 4 pezzi per Leonore Prohaska di Fr. Duncker (l'ultimo è tratto dalla marcia funebre per la sonata op. 26 per pf.) per soprano, 2 tenori e 2 bassi WoO 96 (1815)
- Es ist vollbracht per Die Ehrenpforten di G.F.Treitschke per basso e coro WoO 97 (1815)
- Die Weihe des Hauses (la consacrazione della casa) ouverture e 9 pezzi tratti da "Le rovine di Atene" ma 3 sono di nuova composizione (1811 e 1822)
- Marcia e Coro in Mi bemolle maggiore per "La consacrazione della casa" (elaborazione da "Le rovine di Atene") op. 114 (1822)
- Wo sich die Pulse (dove gli impulsi) per "La consacrazione della casa" per soprano e coro WoO 98 (1822)

#### Cantate e composizioni corali con orchestra
- Cantata per la morte dell'imperatore Giuseppe II, testo di S. A. Averdonk WoO 87 (1790)
- Cantata alla dignità imperiale del matrimonio di Leopoldo II, testo di S. A. Averdonk WoO 88 (1790)
- Elegischer Gesang (Canto elegiaco), testo di I. F. Castelli op. 118 (1814)
- Chor auf die verbündeten Fürsten (Coro per i principi alleati), testo di K. Bernard WoO 95 (1814)
- Der glorreiche Augenblick (Il momento glorioso), testo di A. Weissnbach e K. Bernard op. 136 (1814)
- Meeresstille und glückliche Fahrt (Mare calmo e viaggio fortunato), testo di W. Goethe op. 112 (1814-15)
- Opferlied (Canto del sacrificio) versione 3 e 4, testo Fr.von Matthisson versione 3 (1822) e 4 op. 121b (1824)
- Bundeslied, testo di W.Goethe op. 122 (1822-23)
- Melodie
  - Adelaide, op. 46 (1796)
  - Sei Lieder su poesie di Goethe, op. 75 (1809)
  - Tre lieder su poesie di Goethe, op. 83 (1810)
  - A la speranza, lied, op. 94 (1813)
  - A l'adorata lontana, ciclo di Lieder, op. 98 (1816)

## Nella cultura di massa

### Cinema
La filmografia su Beethoven si può agevolmente dividere in due parti distinte. La prima riguarda le colonne sonore dei film che utilizzano musiche del compositore, la seconda riguarda il personaggio di Beethoven e la sua vita (o parti di essa) trasposta in maniera più o meno romanzata. Per quanto riguarda le colonne sonore, sono oltre duecentosettanta le pellicole che hanno utilizzato la sua musica.
L'esempio più celebre con ogni probabilità lo si trova in Arancia meccanica di Stanley Kubrick (1971) dove Alex DeLarge, il protagonista, violento e asociale e grande appassionato di Beethoven (conclude le sue serate "brave" con l'ascolto del secondo movimento della nona sinfonia) viene sottoposto alla "Cura Ludovico", ossia la visione ininterrotta di filmati raffiguranti scene raccapriccianti e violente, attraverso le quali, con l'aiuto di un condizionamento chimico, il protagonista riuscirà a redimere i suoi impulsi, provando disgusto per la violenza. Uno dei filmati, ambientati in un campo di concentramento, porta come accompagnamento musicale il quarto movimento della nona sinfonia (l'Inno alla Gioia) che in seguito non riuscirà più ad ascoltare senza poter evitare che questi provochi in lui nausea e panico.
Un altro celebre esempio lo si trova nei film d'animazione Fantasia (1940) di Walt Disney dove viene utilizzata la sinfonia n. 6 Pastorale per rappresentare un'idilliaca scena mitologica, e in Fantasia 2000, dove il celeberrimo primo movimento della Sinfonia n. 5 fa da sfondo alla eterna battaglia fra bene e male, qui rappresentati da farfalle rosse e nere. Inoltre, nel film commedia di grande successo Beethoven (1992) di Brian Levant il protagonista, un cane di razza San Bernardo adottato da una famiglia statunitense e al centro di numerose avventure, viene chiamato con il cognome del compositore. Nel film, quando per il cane viene scelto il nome di Beethoven, partono le prime note della quinta sinfonia insieme a un'immagine di Beethoven che fa da sfondo.
Altri esempi di colonne sonore sono:
- Elephant (Gus van Sant, Palma d'oro a Cannes nel 2003) è una pellicola composta da pochi dialoghi con soltanto due pezzi come accompagnamento sonoro, Per Elisa e Sonata al chiaro di luna. La stessa Per Elisa compare anche nel film Rosemary's Baby di Roman Polański;
- Equilibrium di Kurt Wimmer, che utilizza le note del primo movimento della nona sinfonia di Beethoven, che hanno lo scopo di trasmettere un'emozione forte in contrasto con una pellicola basata sull'assenza di emozioni;
- in V per Vendetta di James McTeigue, si può notare il primo movimento della quinta sinfonia di Beethoven a un momento della pellicola.
- nell'episodio 24 di Neon Genesis Evangelion, intitolato L'ultimo messaggero sacrificale, è possibile udire la corale della nona sinfonia.
- nel film La febbre del sabato sera viene proposta una rielaborazione in stile disco della quinta sinfonia.
- Il 2° movimento (Allegretto) della Settima Sinfonia è il tema principale della colonna sonora del film di fantascienza del 1974 Zardoz, inoltre viene utilizzato nel discorso finale di re Giorgio VI nel film del 2010 Il discorso del re e nelle scene iniziali e finali del film di fantascienza del 2009 Segnali dal futuro.
- In Snoopy & Friends - Il film dei Peanuts, il personaggio di Schroeder suona la prima parte della quinta sinfonia durante la recita.

La vita di Beethoven ha ispirato una trentina di film a partire dal periodo muto (dal 1918): tra questi sono da citare:
- Un grand amour de Beethoven (Un grande amore di Beethoven) film francese diretto da Abel Gance (1936)
- Eroica, film austriaco del 1949 diretto da Walter Kolm-Veltée, con Ewald Balser nella parte del compositore;
- Sinfonia del destino, diretto da Georg Dressler nel 1962;
- Beethoven lives upstairs, diretto da Barbara Nichol e Scott Cameron nel 1989;
- Rossini! Rossini!, diretto da Mario Monicelli nel 1990, parte che in seguito sarà tagliata nel montaggio definitivo;
- Immortal Beloved, distribuito in Italia con il titolo Amata immortale e in Francia con il titolo Ludwig van B. diretto da Bernard Rose nel 1994;
- Musikanten, diretto da Franco Battiato nel 2005, dove il compositore è interpretato dal regista Alejandro Jodorowsky;
- Copying Beethoven, diretto da Agnieszka Holland nel 2006 e distribuito in Italia con il titolo Io e Beethoven, storia del compositore (Ed Harris) e del legame con la sua assistente copista Anna Holtz (Diane Kruger).
- Lezione ventuno, film del 2008 diretto da Alessandro Baricco, nel quale viene discussa l'artisticità della nona sinfonia.
- Louis van Beethoven (2020), un dramma storico su Beethoven diretto da Niki Stein. Germania, Repubblica Ceca.

### Altra filmografia
- Amata immortale, film del 1994 diretto da Bernard Rose, basato sulla vita del compositore e pianista tedesco interpretato da Gary Oldman.
- Eroica: Il giorno che cambiò per sempre la musica, film del 2003, regia di Simon Cellan Jones, che narra della prima esecuzione privata nel palazzo del principe Lobkowitz della Sinfonia n. 3, dedicata inizialmente a Napoleone.
- Musikanten, film del 2005 diretto da Franco Battiato con Alejandro Jodorowsky nel ruolo di Beethoven.
- Io e Beethoven, film del 2006 diretto da Agnieszka Holland, che racconta in modo romanzato gli ultimi anni di vita del compositore tedesco, dal 1824 al 1827.
- Lezione ventuno, film del 2008, scritto e diretto da Alessandro Baricco, al suo esordio nella regia cinematografica, che parla della famosa nona sinfonia.

### Registrazioni
- Ronald Brautigam. Ludwig van Beethoven. Complete Works for Solo Piano. Fortepiani Walter, Stein, Graf (Paul McNulty)
- Malcolm Bilson, Tom Beghin, David Breitman, Ursula Dütschler, Zvi Meniker, Bart van Oort, Andrew Willis. Ludwig van Beethoven. The complete Piano Sonatas on Period Instruments.
- Robert Levin, John Eliot Gardiner. Ludwig van Beethoven. Piano Concertos. Walter fortepiano (Paul McNulty)
- Andás Schiff. Ludwig van Beethoven. Beethoven’s Broadwood Piano.

### Beethoven in altri contesti
- Nel 1855 fu pubblicata l'edizione italiana di un presunto Trattato di armonia e composizione[63] di Beethoven. L'opera fu invece redatta dall'illustre amico del compositore, Ignaz Ritter von Seyfried, che la pubblicò nel 1832 integrandola con un’appendice nella quale ci fornisce informazioni di notevole interesse sulla vita del grande di Bonn. Ecco la storia del saggio pubblicato da Seyfried:

Nell'estate del 1809 copiò brani selezionati dai più importanti libri di composizione dell'epoca, di Carl Philipp Emanuel Bach, Daniel Gottlob Türk, Johann Philipp Kirnberger, Fux e Albrechtsberger per ricavarne la struttura di un vero e proprio corso. Questo materiale ha costituito la base teorica. Per la pratica Beethoven utilizzò il metodo dell'insegnamento concreto: fece trascrivere e disporre dal suo allievo i capolavori più diversi. Poiché Rodolfo d'Asburgo collezionava spartiti, aveva molta musica a disposizione.
Nel 1832, questo “corso” fu pubblicato da Ignaz von Seyfried con il titolo Ludwig van Beethoven’s Studien im Generalbasse, Contrapuncte und in der Compositions-Lehre. Aus dessen handschriftlichem Nachlasse gesammelt und herausgegeben von Ignaz Ritter von Seyfried (Studi di Ludwig van Beethoven sul basso continuo, il contrappunto e la teoria delle composizioni. Raccolto dai suoi appunti scritti a mano e pubblicato da Ignaz Ritter von Seyfried): Seyfried diede così la falsa impressione che Beethoven stesso avesse scritto un trattato di composizione.»
Si può leggere integralmente il Trattato di armonia e composizione nonché ascoltare gli esempi musicali dello stesso in formato Midi - Mp3  nelle pagine dedicate a questo lavoro..
- Il dramma teatrale di Moisés Kaufman 33 Variations (2007) racconta la storia della composizione delle Variazioni Diabelli.
- Due brani di Beethoven, rispettivamente il primo movimento della quinta sinfonia e il quinto movimento del tredicesimo quartetto d'archi (detto "Cavatina"), sono stati inseriti nel Voyager Golden Record, il disco dorato che porta con sé suoni e immagini del pianeta Terra e dell'umanità, contenuto nelle sonde spaziali Voyager 1 e Voyager 2.[67]
- A Beethoven è stato intitolato il cratere Beethoven, sulla superficie di Mercurio.
- Roberto Diem Tigani è l'autore delle nuove elaborazioni critiche dell'incompiuto Concerto per violino e orchestra WoO 5 e del Concerto per pianoforte e orchestra WoO 4.[68] Lo stesso autore ha promosso e avviato, nel 1999, un progetto di ricerca sugli inediti beethoveniani.
- Il personaggio dei fumetti Schroeder, dei Peanuts, ha una profonda venerazione per Beethoven di cui immancabilmente, il 16 dicembre di ogni anno, festeggia l'anniversario della nascita.
- Beethoven appare come personaggio del videogioco Dragon's Lair II: Time Warp.
- Gli Eurythmics hanno dedicato al compositore la canzone intitolata appunto Beethoven.
- Beethoven appare come uno dei personaggi principali nell’anime giapponese ClassicaLoid.

## Annotazioni
1. ↑  La pronuncia fiamminga del nome del nonno del compositore, Lodewijk van Beethoven, da cui Ludwig prende il nome è [ˈloːdəwɛik vɑn ˈbeːtˌhoːvn̩].
2. ↑  Non è nota con certezza la data di nascita. Poiché era uso battezzare i bambini il giorno dopo la nascita, tradizionalmente si ipotizza che Beethoven sia nato il 16 dicembre, anche se non esistono prove certe a sostegno di tale tesi. Alcune testimonianze indirette dell'epoca riportano tale data, tra le quali un testo di Johann Georg Albrechtsberger del 1796, un necrologio del 1827 e la biografia redatta da Schlosser nello stesso anno. Cfr. (EN) Barry Cooper, Beethoven, Oxford University Press, 2000,  p.  3., ISBN 0-19-159270-6.
3. ↑  Molti si sono espressi sull'opera dell'artista in questo senso, giungendo a celebrarlo, come Romain Rolland, scrittore e Premio Nobel, che nei primi anni del XX secolo scrisse: 
«Egli è molto avanti al primo dei musicisti. È la forza più eroica dell'arte moderna.»
(Romain Rolland, Vita di Beethoven, Parigi, 1903) La celebrazione di Beethoven avvenne già in vita e molto nota al riguardo è l'orazione tenuta da Franz Grillparzer al suo funerale: 
«Dal tubare della colomba allo scrosciare della tempesta, dall'impiego sottile dei sagaci artifici al tremendo limite in cui la cultura si perde nel tumultuante caos della natura, egli ovunque è passato, tutto ha sentito.

Chi verrà dopo di lui non continuerà, dovrà ricominciare, perché questo precursore ha condotto l'opera sua fino agli estremi confini dell'arte.»
(Franz Grillparzer, orazione funebre, 29 marzo 1827)
4. ↑  All'epoca dello scritto preso in esame in realtà aveva dodici anni.
5. ↑  "Incidere" ha in questo contesto il significato di "pubblicare", dal momento che la composizione delle pagine degli spartiti musicali era fatta tramite la tecnica dell'incisione su rame.
6. ↑  Il tema era composto da Ernst Christoph Dressler
7. ↑  Spesso nominato anche come Louis o Lodewijk in lingua olandese.
8. ↑  Contrariamente a un'idea diffusa, Beethoven non riprese la lezione di Mozart. Una volta che ebbe avuto modo di ascoltare i suoi virtuosismi al pianoforte, Mozart ebbe a confidare: «fate attenzione a costui, farà parlare di sé in tutto il mondo» –  Accademia di Digione (archiviato dall'url originale il 27 aprile 2017).
9. ↑  «Non è dunque nulla di più che un uomo ordinario! Ora calpesterà i diritti umani, non obbedirà soltanto alla sua ambizione; vorrà elevarsi al di sopra di tutti gli altri, diventerà un tiranno!» — Reazione di Beethoven alla notizia che Napoleone si era proclamato imperatore, riportata da Ferdinand Ries, in: Massin J et B, Ludwig van Beethoven, Fayard, 1967, pag. 128
10. ↑  Al poeta Christophe Kuffner il quale domandava quale fosse la sinfonia da lui preferita, Beethoven rispose: «L'Eroica! — Avrei creduto quella in Do minore — No, no! L'Eroica!» in:  Orange.
11. ↑  Beethoven aveva scritto un'ouverture per quest'opera ipotetica. Willem Holsbergen ha tentato di ricostruire l'ouverture, che è pubblicata sotto il numero 454 del catalogo Biamonti.
12. ↑  Dalle testimonianza emerge che, nonostante la sua fama, questo concerto non ebbe il successo sperato probabilmente perché l'orchestra prescelta non aveva avuto il tempo necessario per le prove.
13. ↑  L'ipotesi che Beethoven fosse il padre di quella bambina è stata variamente discussa dai biografi e rafforzata dallo studio dei coniugi Massin del 1967.
14. ↑  Per la storia della Nona sinfonia si rimanda all'analisi molto completa dei coniugi Massin, in: Massin J et B, Ludwig van Beethoven, Fayard, 1967, pp. 699-712
15. ↑  «L'Inghilterra tiene una situazione alta di civiltà. A Londra, tutto il mondo sa qualcosa e lo sa bene, ma i viennesi parlano solamente di mangiare e bere; canta e raschia della musica insignificante, o la fabbrica lui stesso.» – Beethoven in una lettera a Johann Stumpff, in: Massin J et B, Ludwig van Beethoven, Fayard, 1967, p. 428
16. ↑  Nel corso della sua vita viennese, Beethoven aveva cambiato trenta appartamenti.
17. ↑  Questa ipotesi, largamente ripresa, è stata contestata da alcuni biografi del compositore come Maynard Solomon.
18. ↑  Gli studi recenti, e in particolare quello di Maynard Solomon, hanno sostanzialmente demolito la sua attendibilità.
19. ↑  Di questi, Gustav Mahler era ossessionato dalla "maledizione" al punto che rifiutò di catalogare Das Lied von der Erde come sinfonia (sarebbe stata la sua nona), cosa che tecnicamente sarebbe; Mahler in seguito compose una nona sinfonia, e morì mentre lavorava alla decima. Anche Bruckner temeva la "maledizione", ma morì durante la composizione di quella che sarebbe stata la sua nona sinfonia; tra l'altro, non solo le superstizioni di Bruckner erano legate non al numero d'opera in sé, ma al fatto che la sua nona sarebbe stata nella stessa tonalità di quella di Beethoven, ma il conto dei lavori sinfonici effettivamente completati da lui è di otto, oppure dieci se si contano le sue giovanili Sinfonia in Fa minore e Sinfonia n. 0. Schubert non completò nove sinfonie, bensì sette (la sua "nona" era all'epoca nota come n. 7); la decima rimase un abbozzo, così come la "incompiuta" (la n. 8) non fu, appunto, mai completata, e nemmeno la "settima". Quella che oggi è nota come Sinfonia n. 9 di Dvořák era in realtà la quinta, perché egli aveva completato altre quattro sinfonie che non pubblicò mai, tra cui la giovanile Sinfonia n. 1 che egli riteneva perduta. Tra i casi più recenti, è curioso quello di Philip Glass che, per timore della maledizione, dopo aver composto la propria nona sinfonia, ne compose anche una decima prima del debutto della nona.
20. ↑  Anche conosciuta come "Marcia Funebre", anche se il titolo non proviene dall'autore
21. 1 2  Il titolo originale dell'autore è «Sonata Quasi una Fantasia»
22. ↑  Originariamente, l'autore non indica a questa Sonata nessun titolo
23. ↑  indicate da Beethoven come "Leichte Sonate", ovvero "Sonata Facile"